# Guide phylogénétique illustré du monde animal

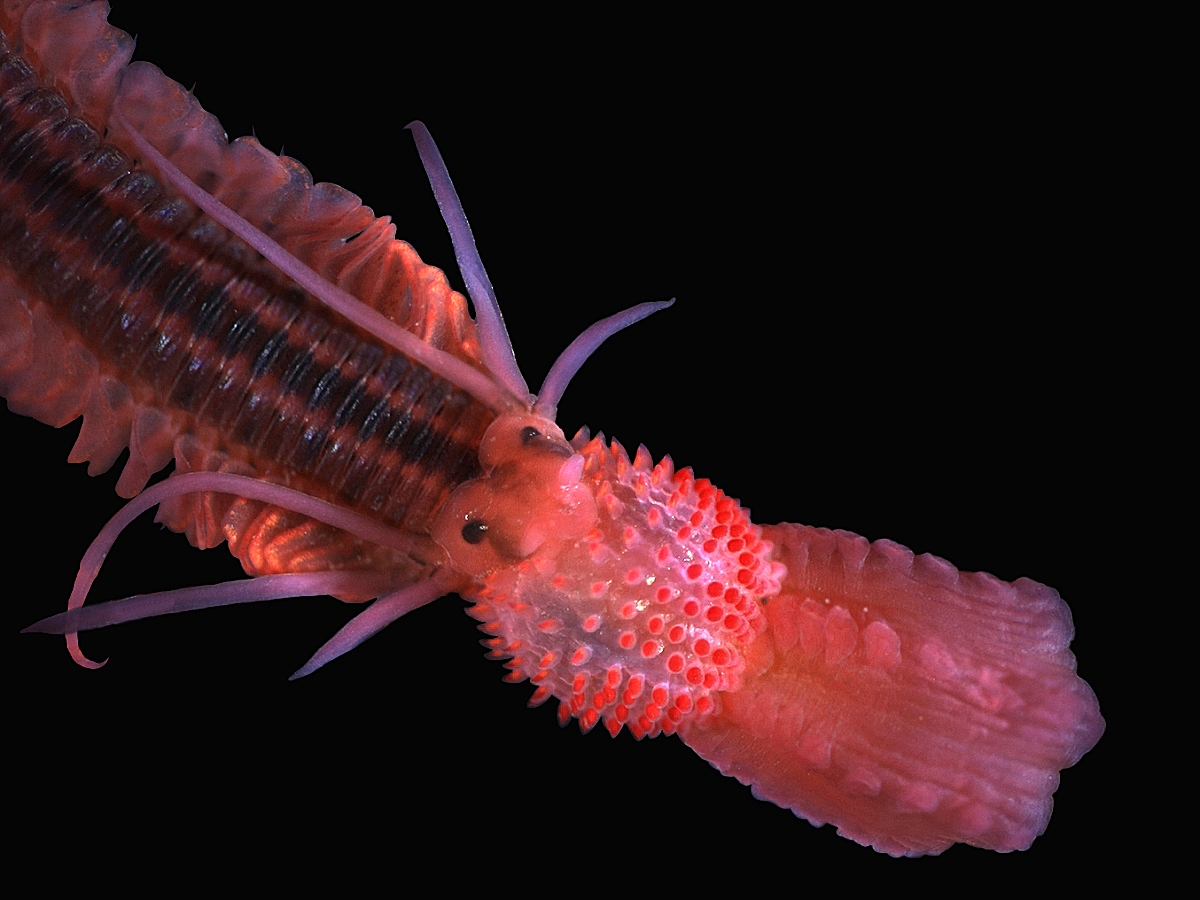
Phyllodoce lineata (Polychaeta).

Ce guide phylogénétique illustré du monde animal permet, pour l'ensemble des groupes animaux, d'accéder directement aux images entreposées sur le site de Wikimedia Commons (base de données photographique et, comme Wikipédia, co-projet du mouvement Wikimédia). L'accès peut se faire soit de manière simplifiée vers les principaux grands groupes, soit de façon plus ciblée via un arbre phylogénétique. Cet arbre est tiré de l'ouvrage de référence, de Guillaume Lecointre et Hervé Le Guyader : Classification phylogénétique du vivant. Pour un arbre phylogénétique plus détaillé, voir celui de Wikipédia.

## Guides phylogénétiques illustrés

### Accès simplifié et direct aux grands groupes

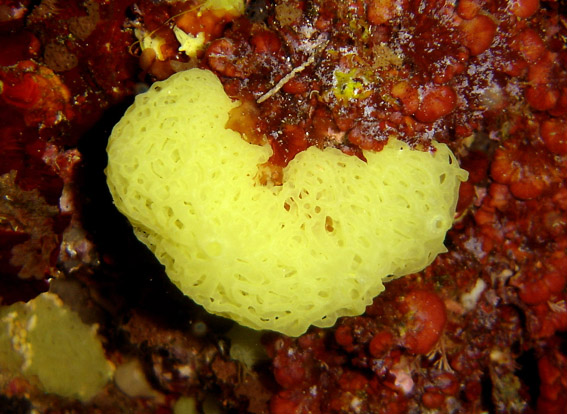
Éponges
Méduses, coraux, anémones de mer
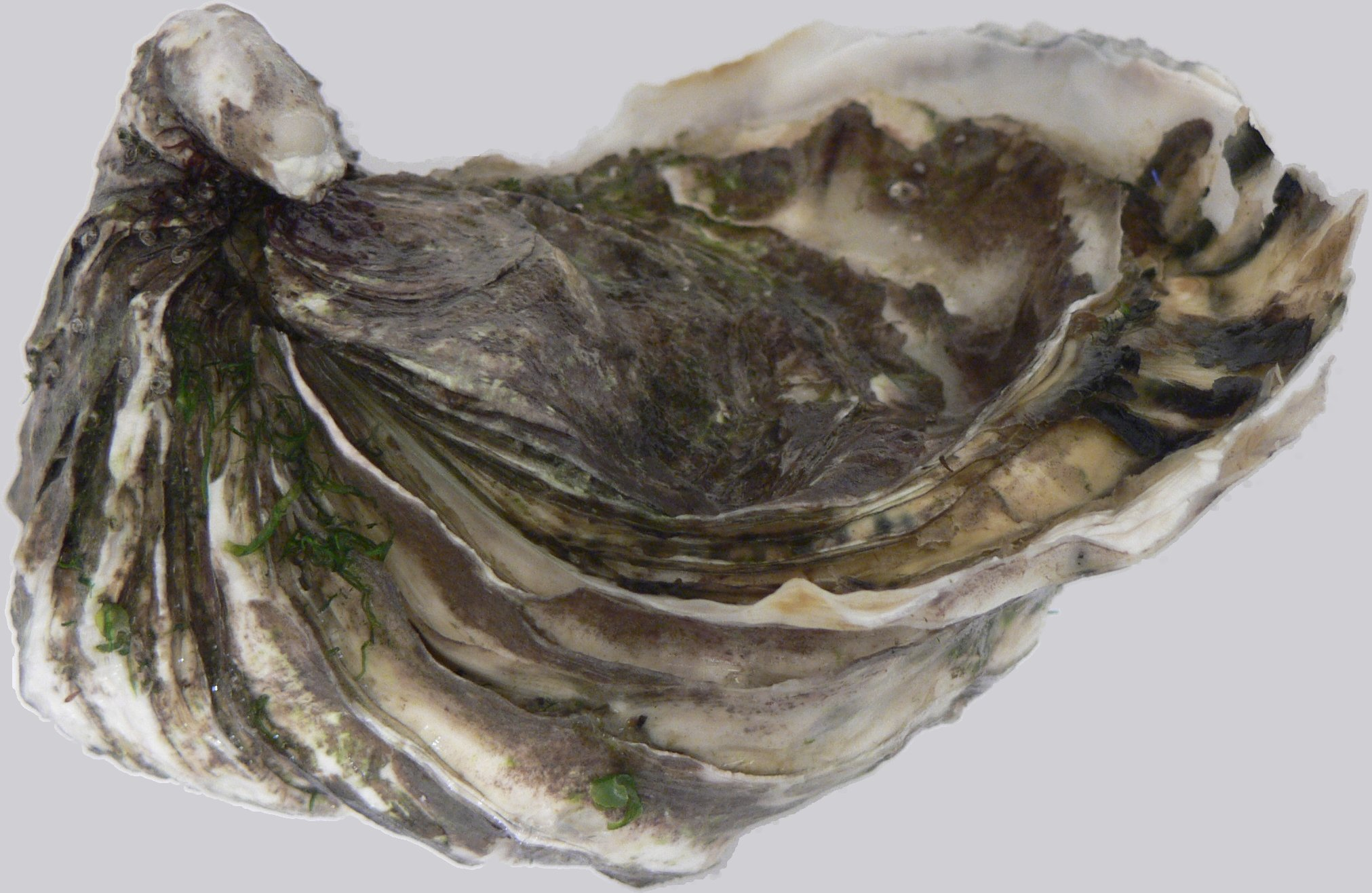
Bivalves
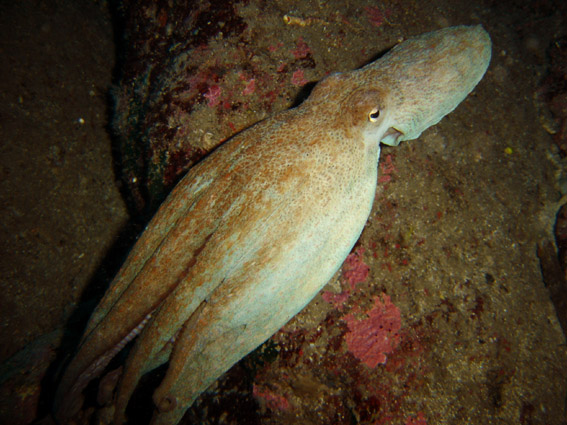
Poulpes, calmars, seiches
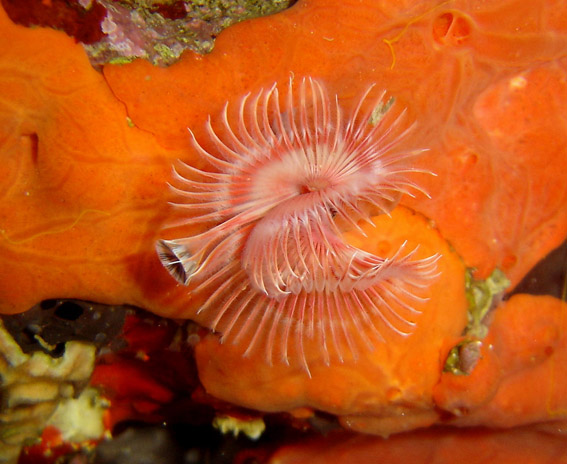
Vers marins, spirographes
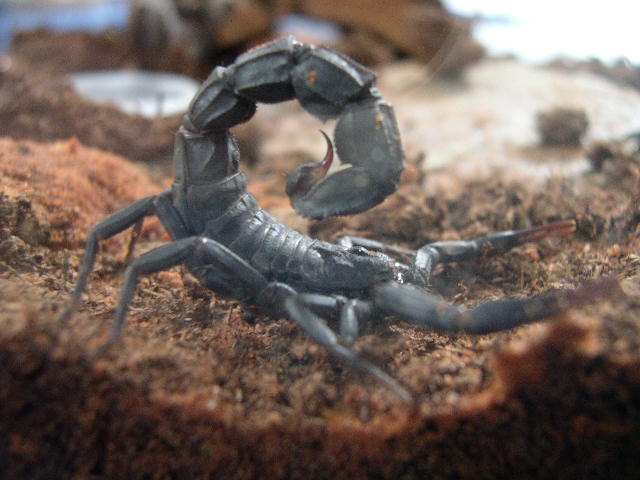
Scorpions
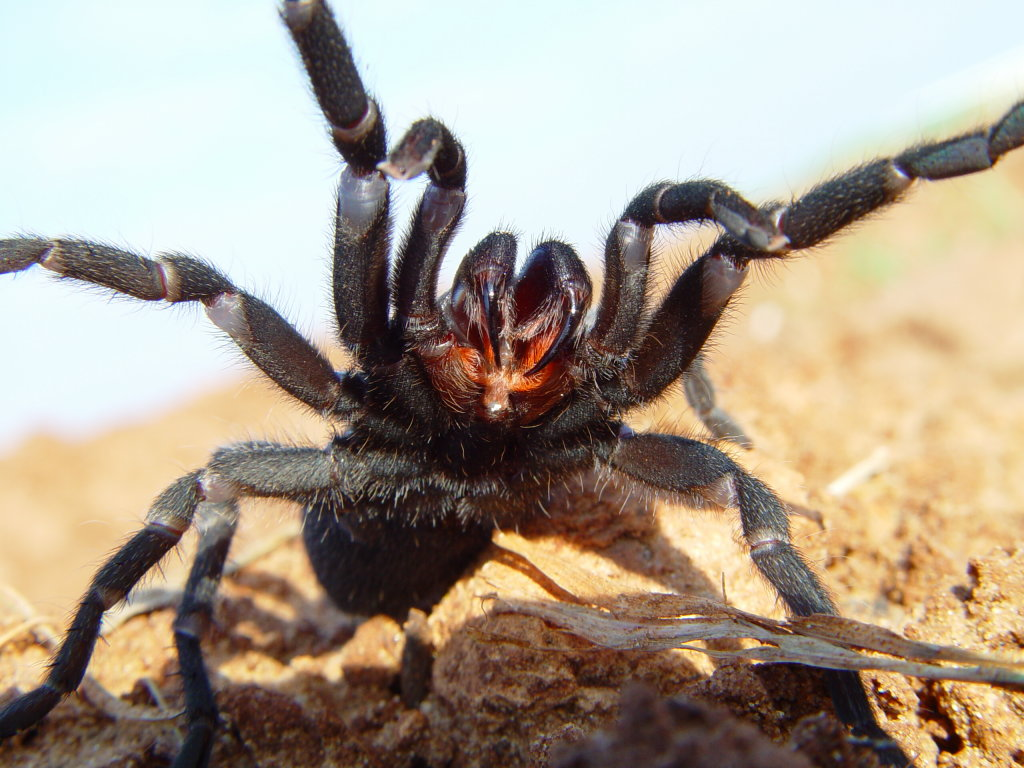
Araignées
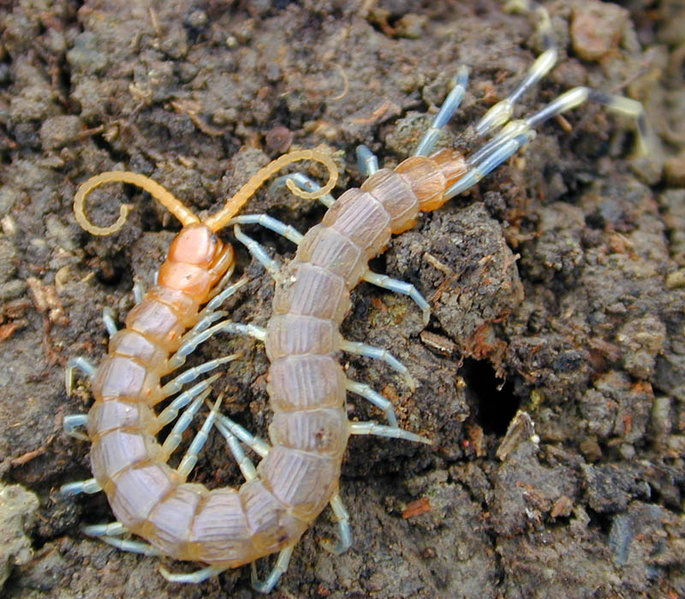
Scolopendres
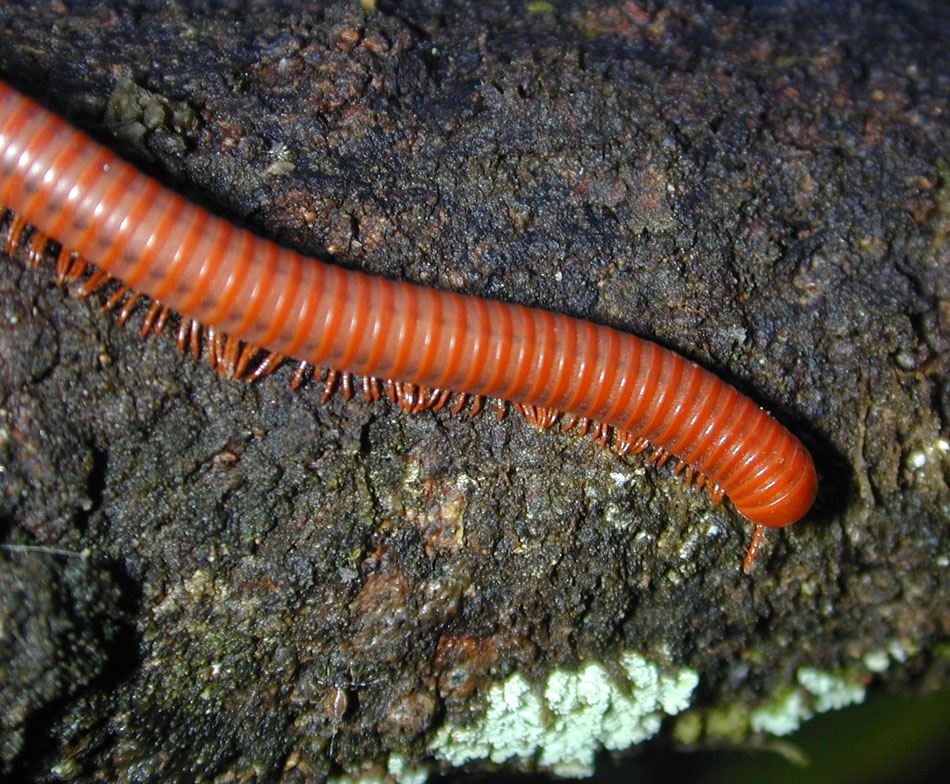
Mille-pattes
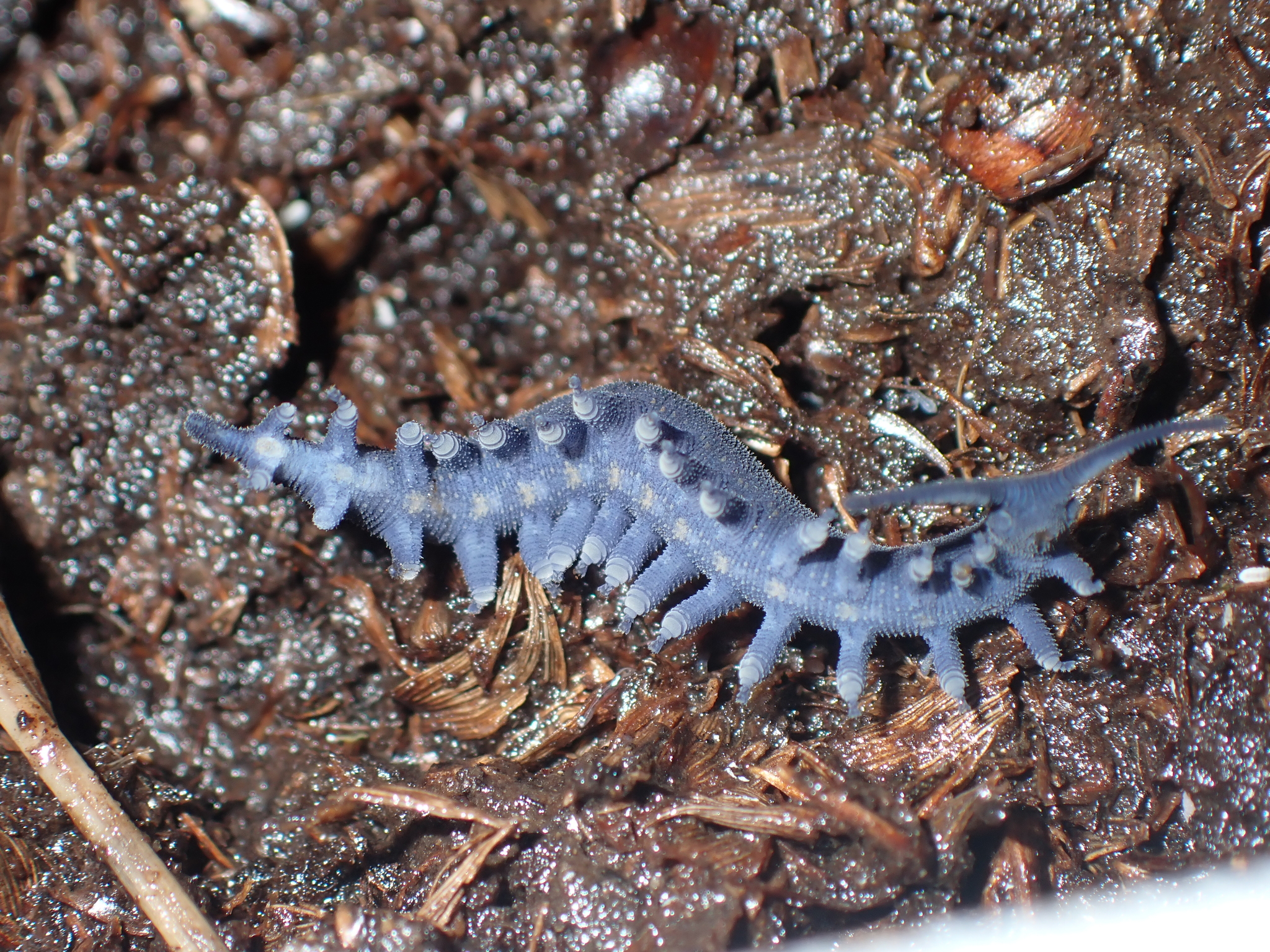
Péripates
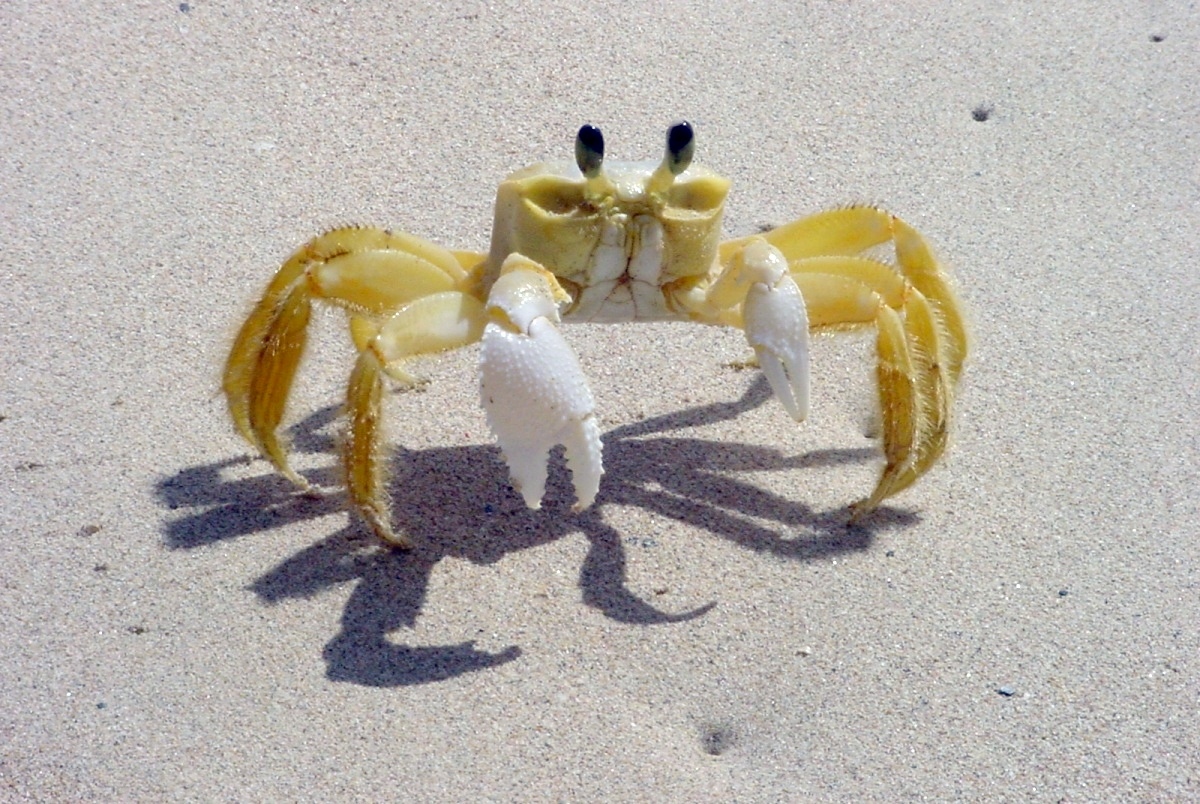
Crabes, crevettes
Cloportes
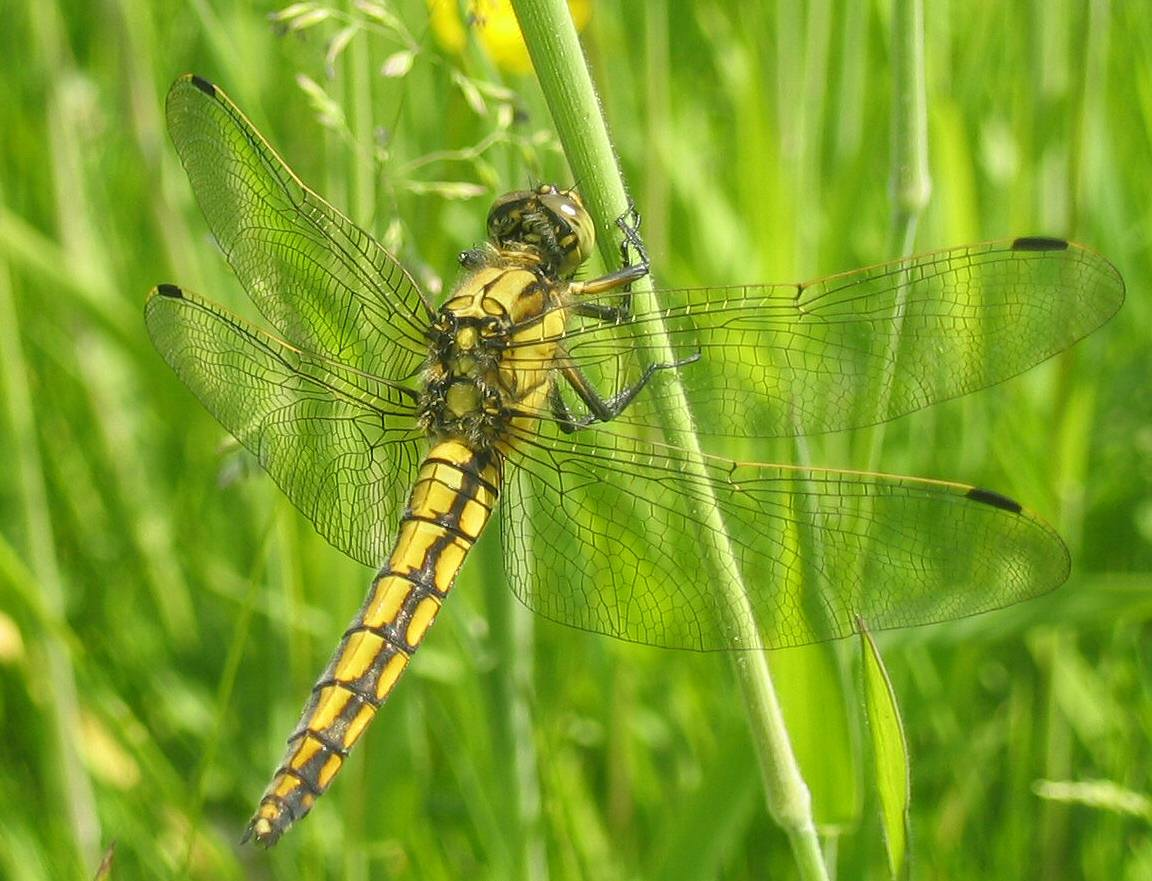
Libellules
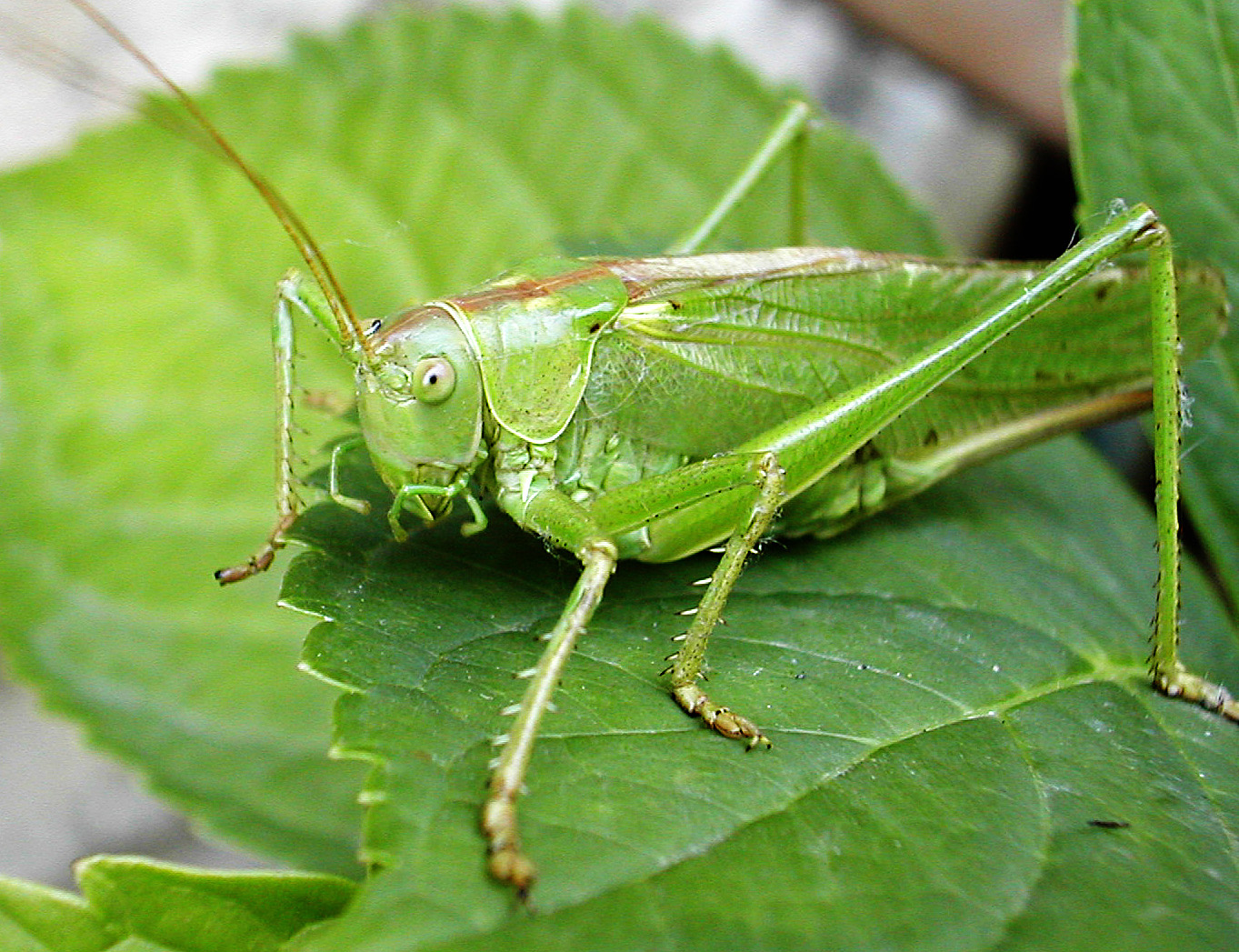
Sauterelles, criquets
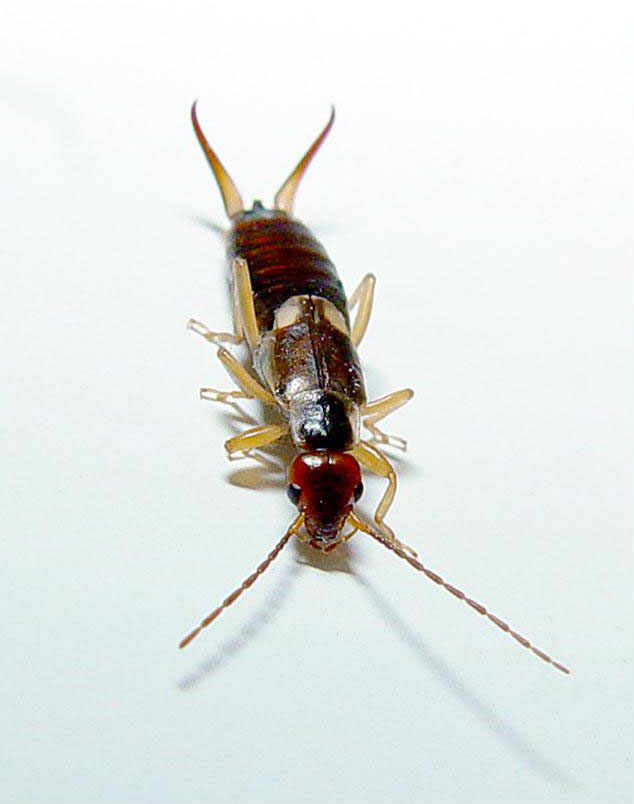
Perce-oreilles
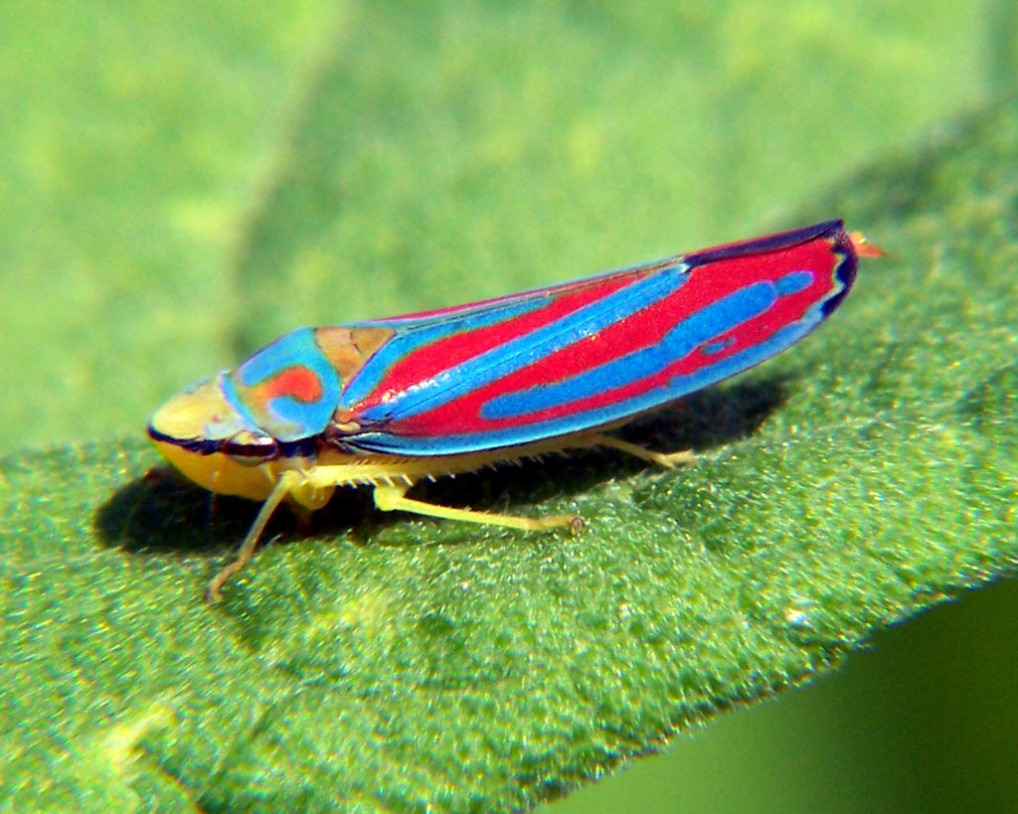
Punaises, cigales
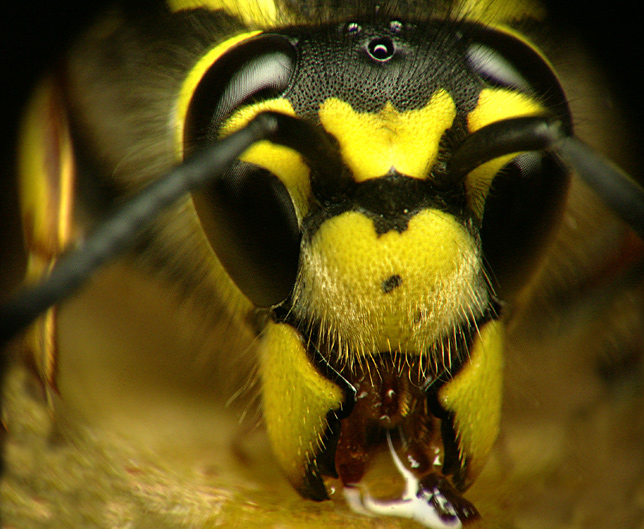
Fourmis, abeilles, guêpes
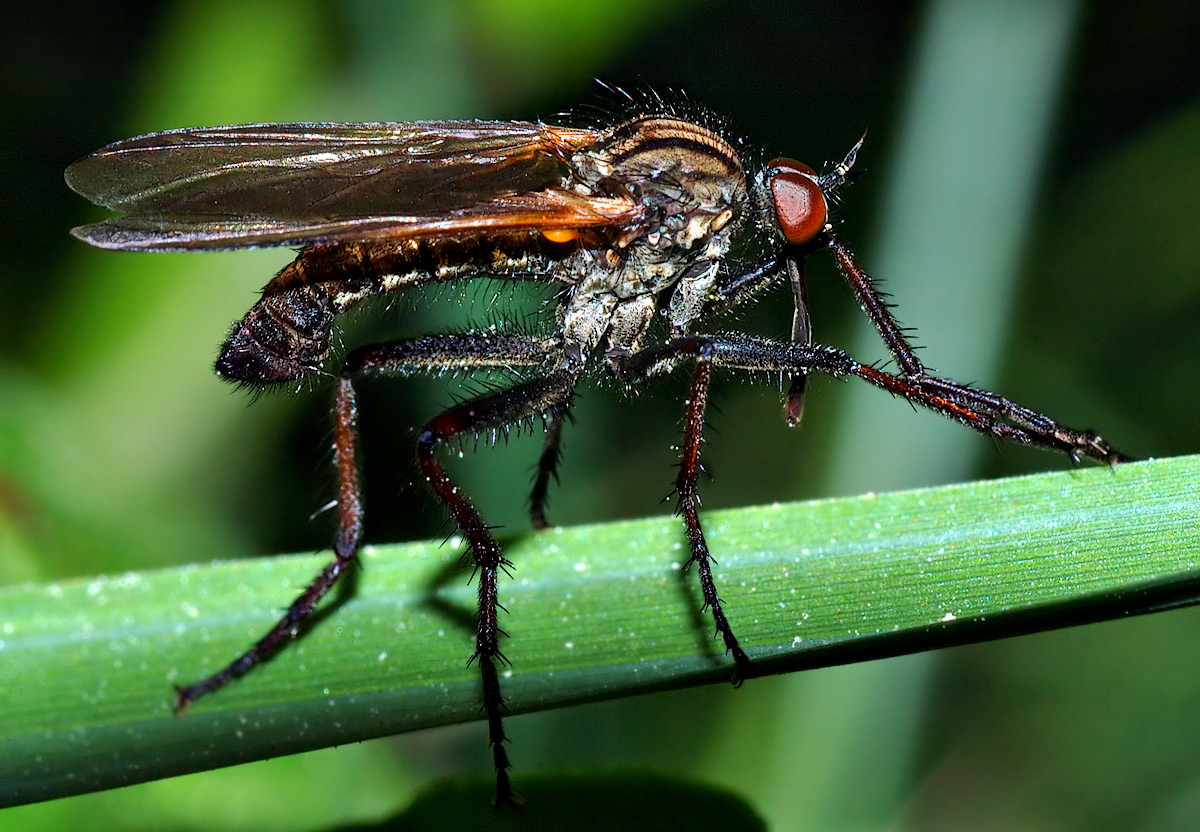
Mouches, moustiques
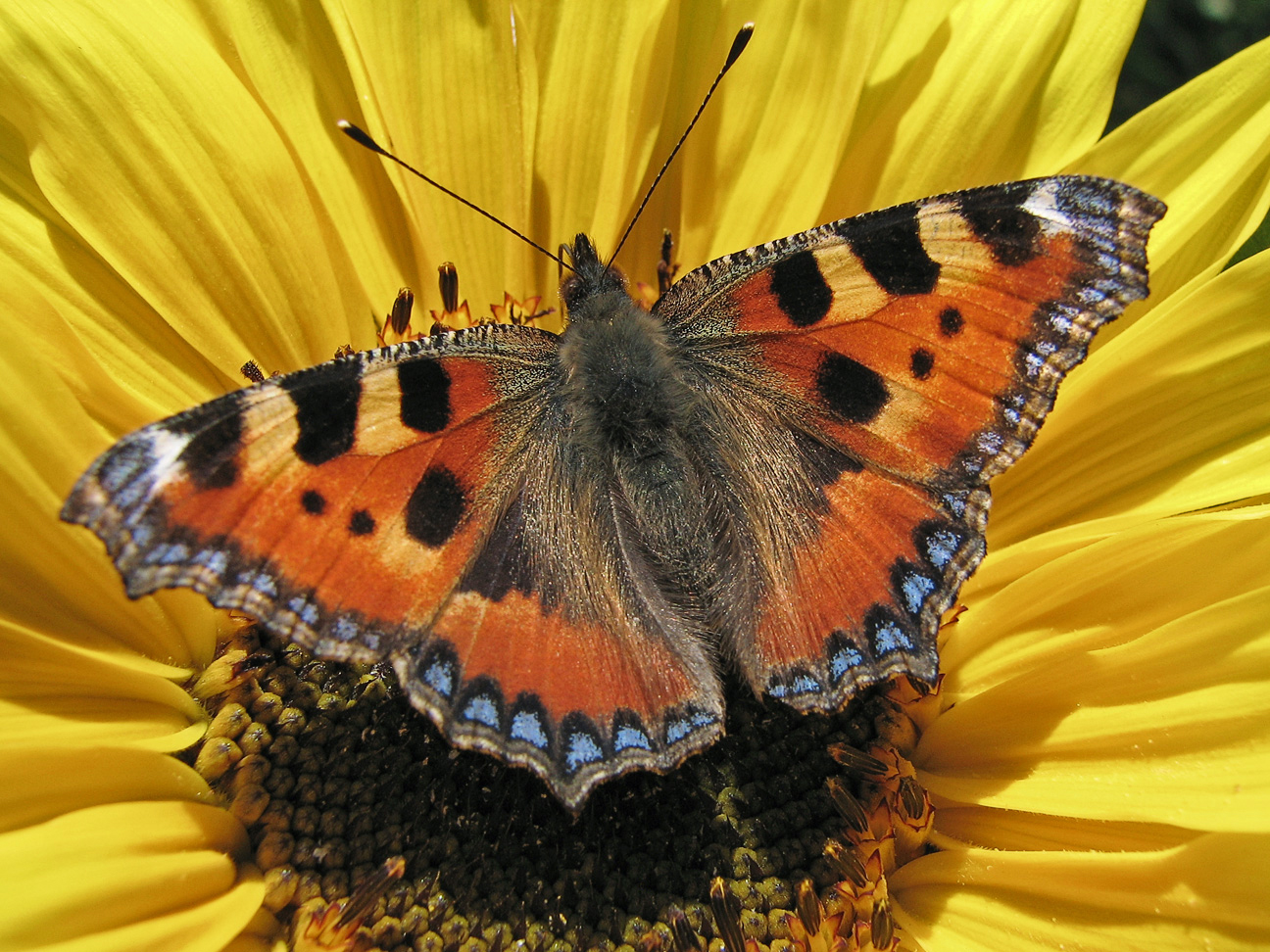
Papillons
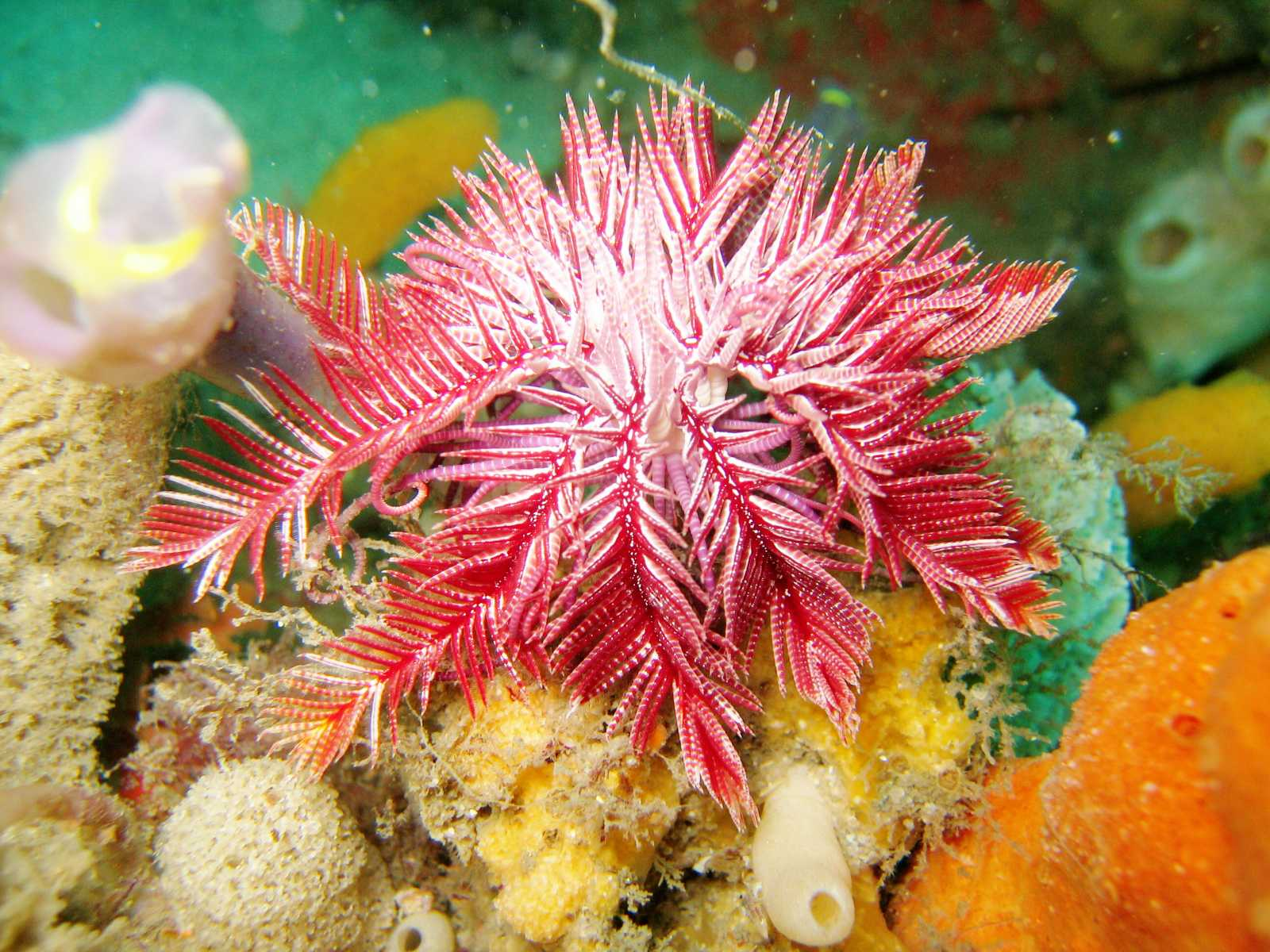
Crinoïdes
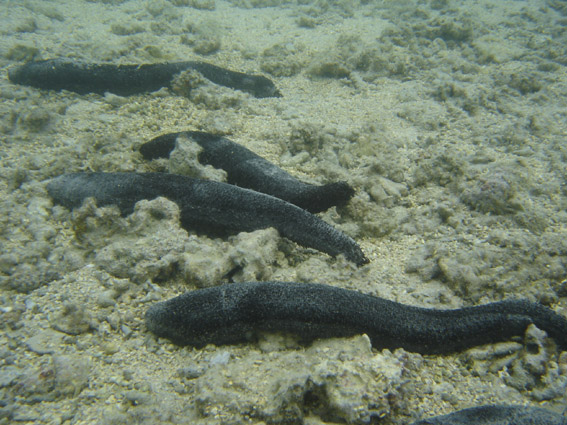
Holothuries
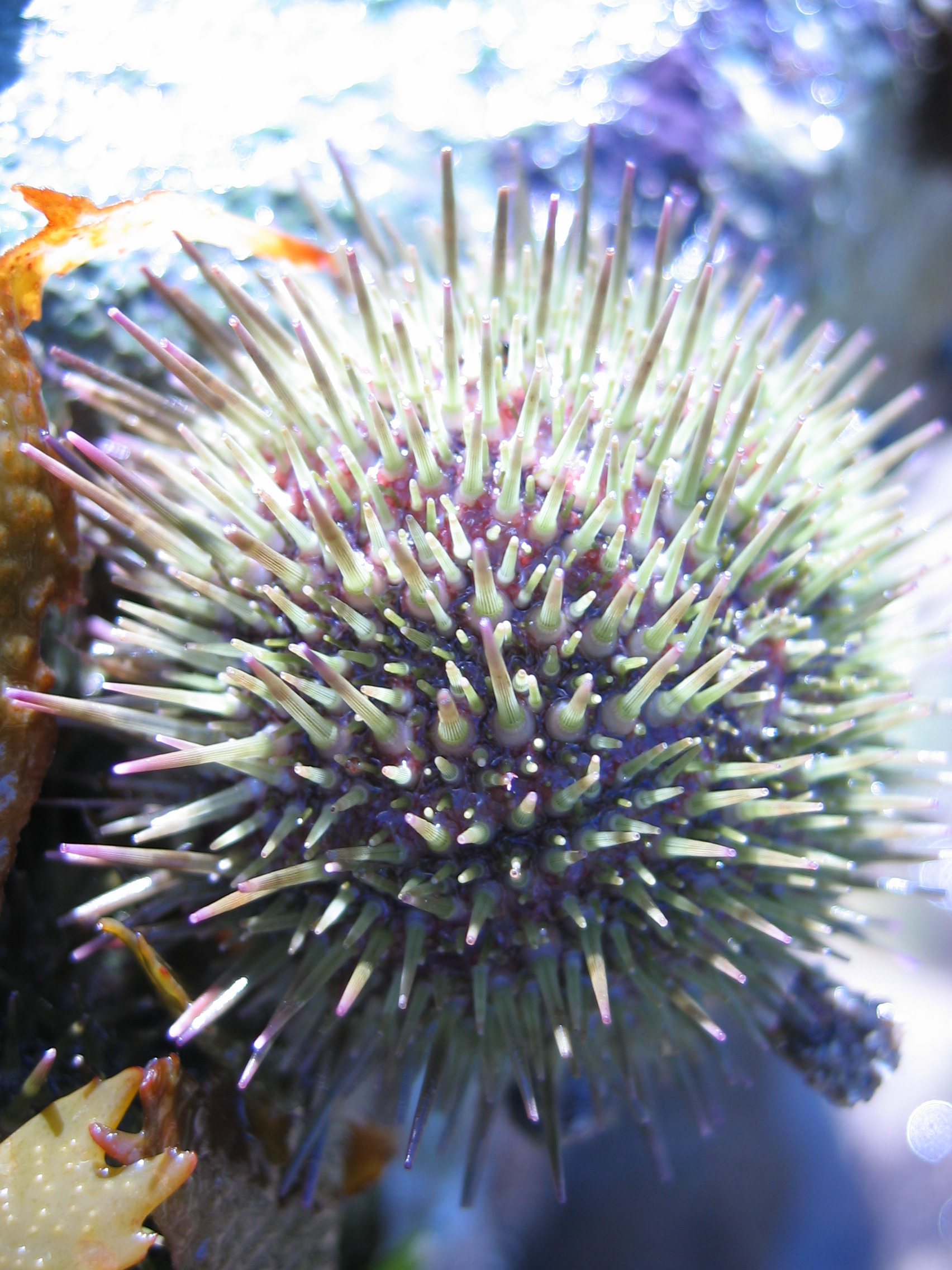
Oursins
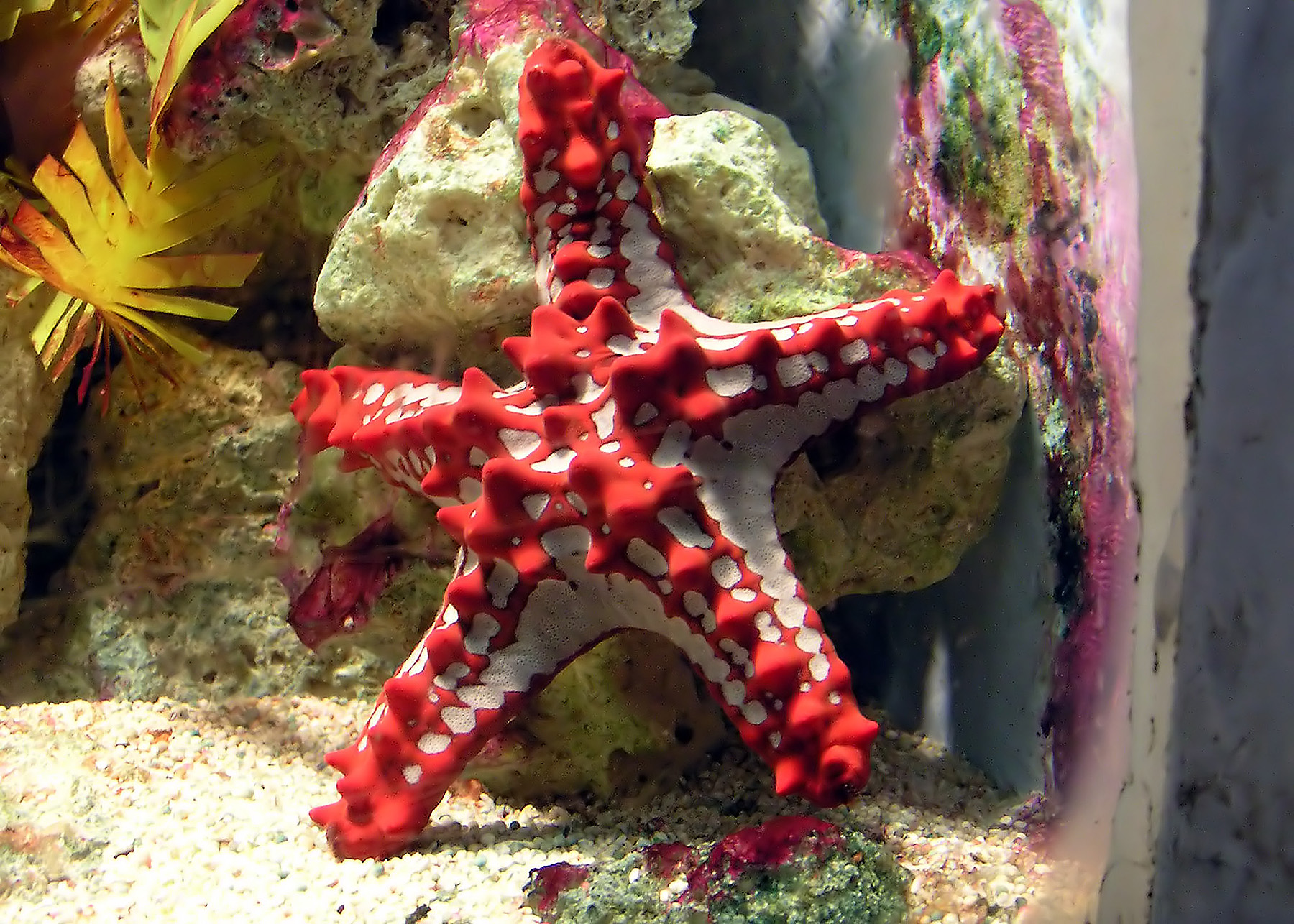
Étoiles de mer
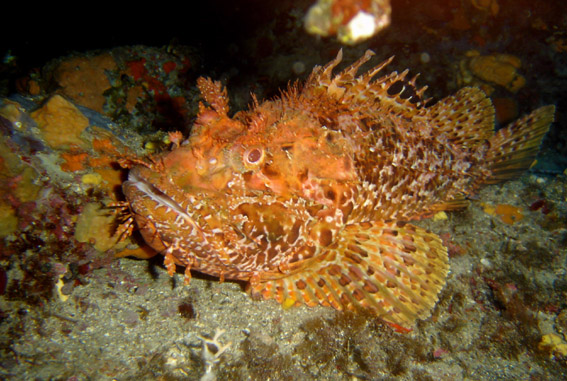
Poissons osseux
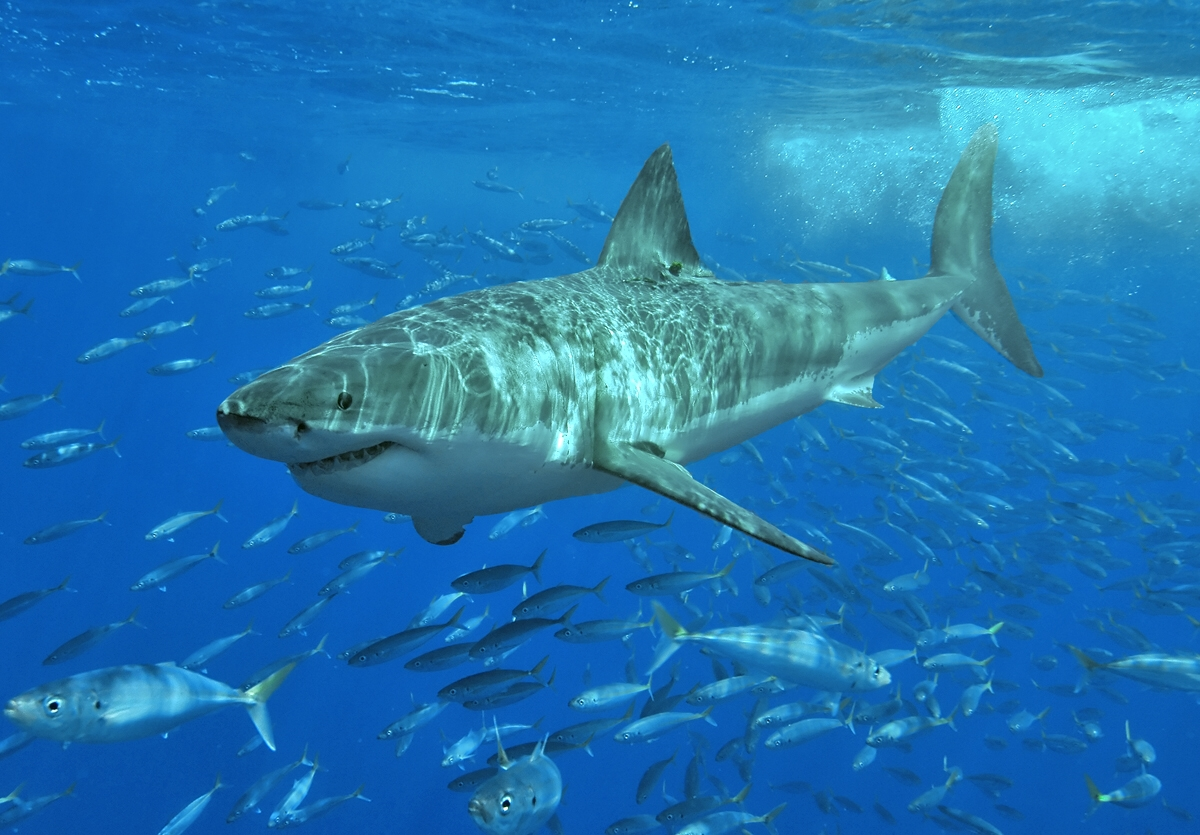
Poissons cartilagineux
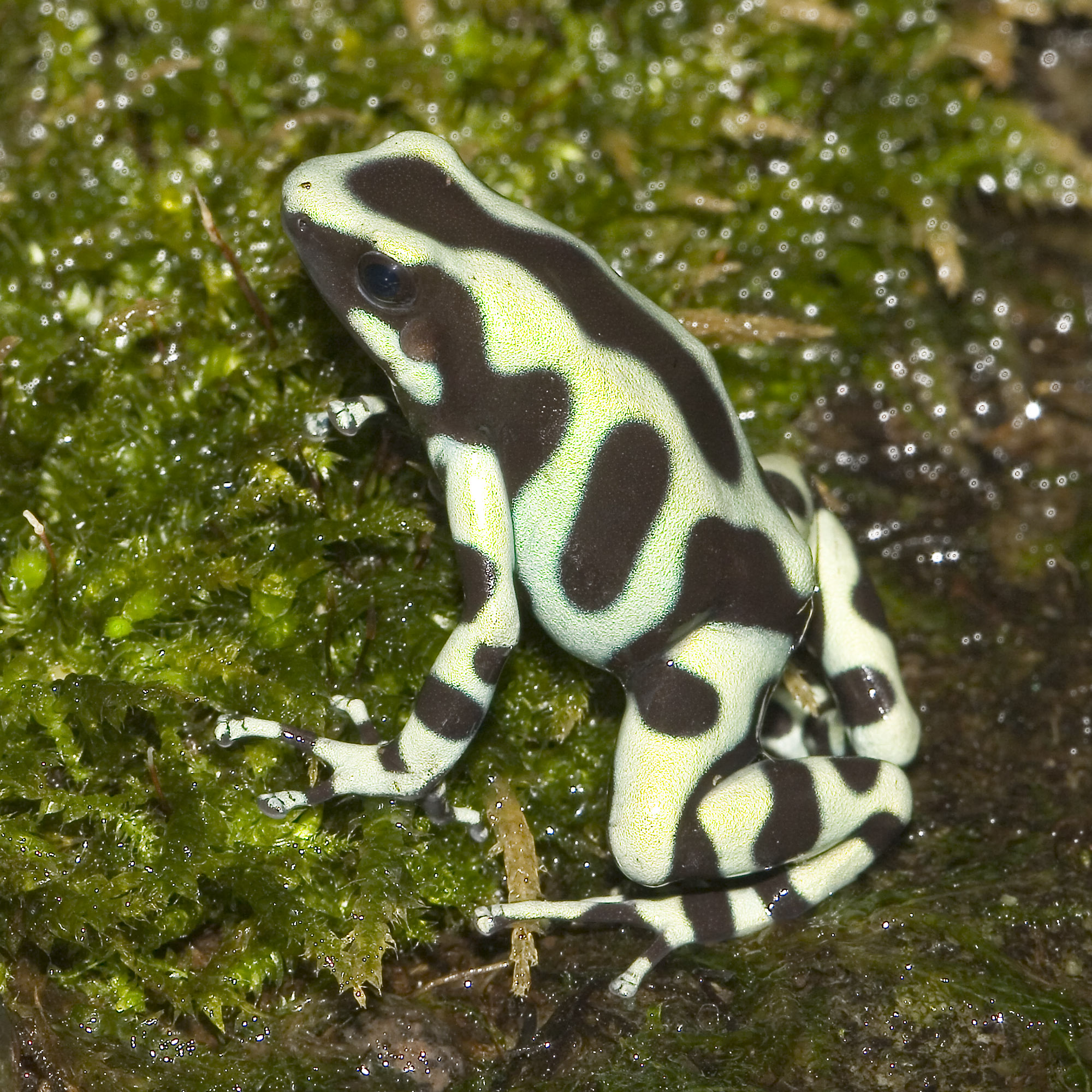
Grenouilles, salamandres, tritons
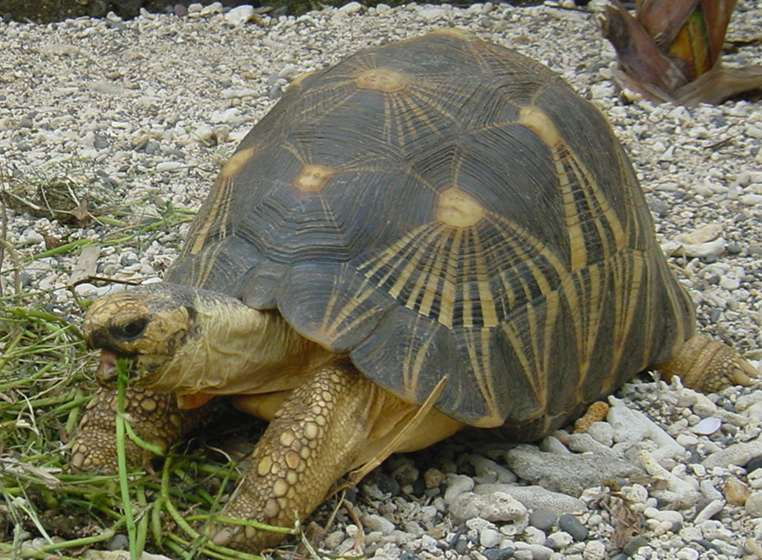
Tortues
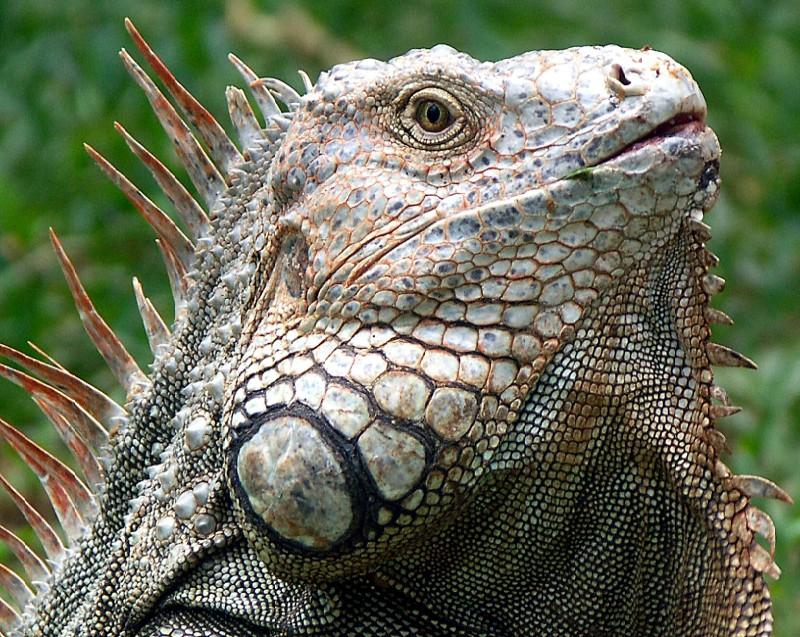
Lézards, iguanes, caméléons
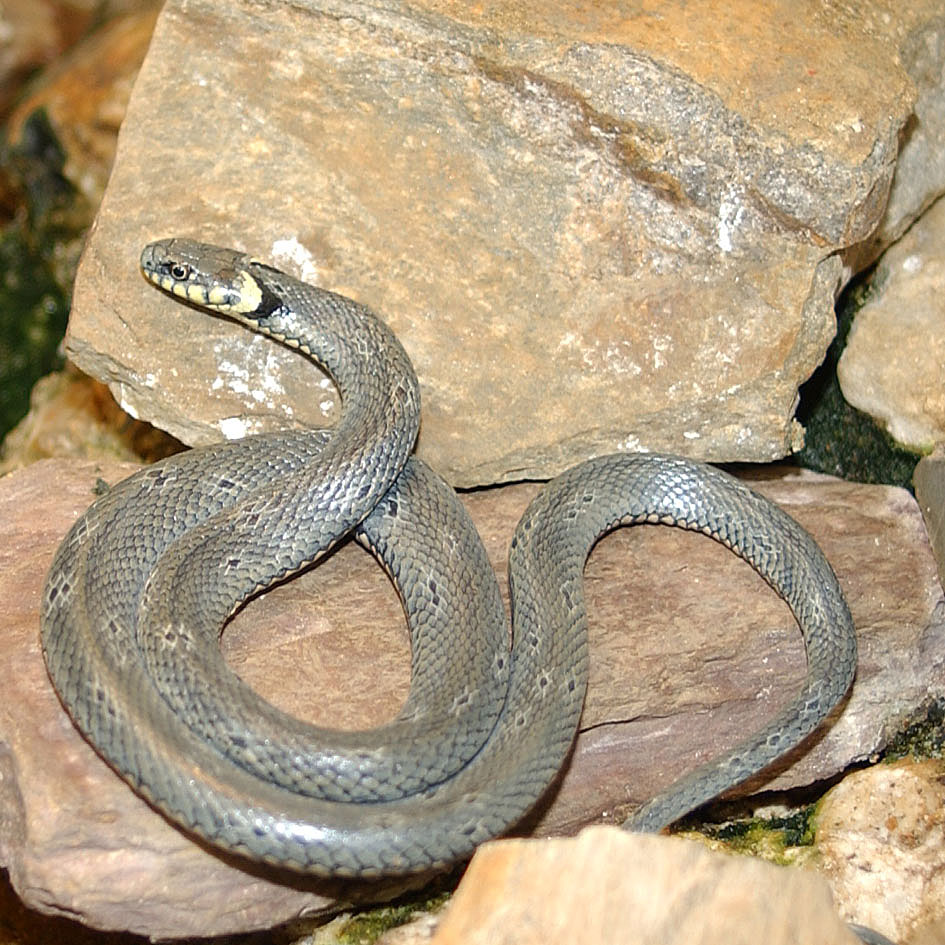
Serpents
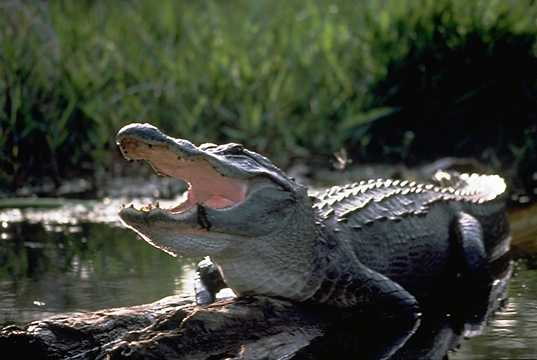
Crocodiles
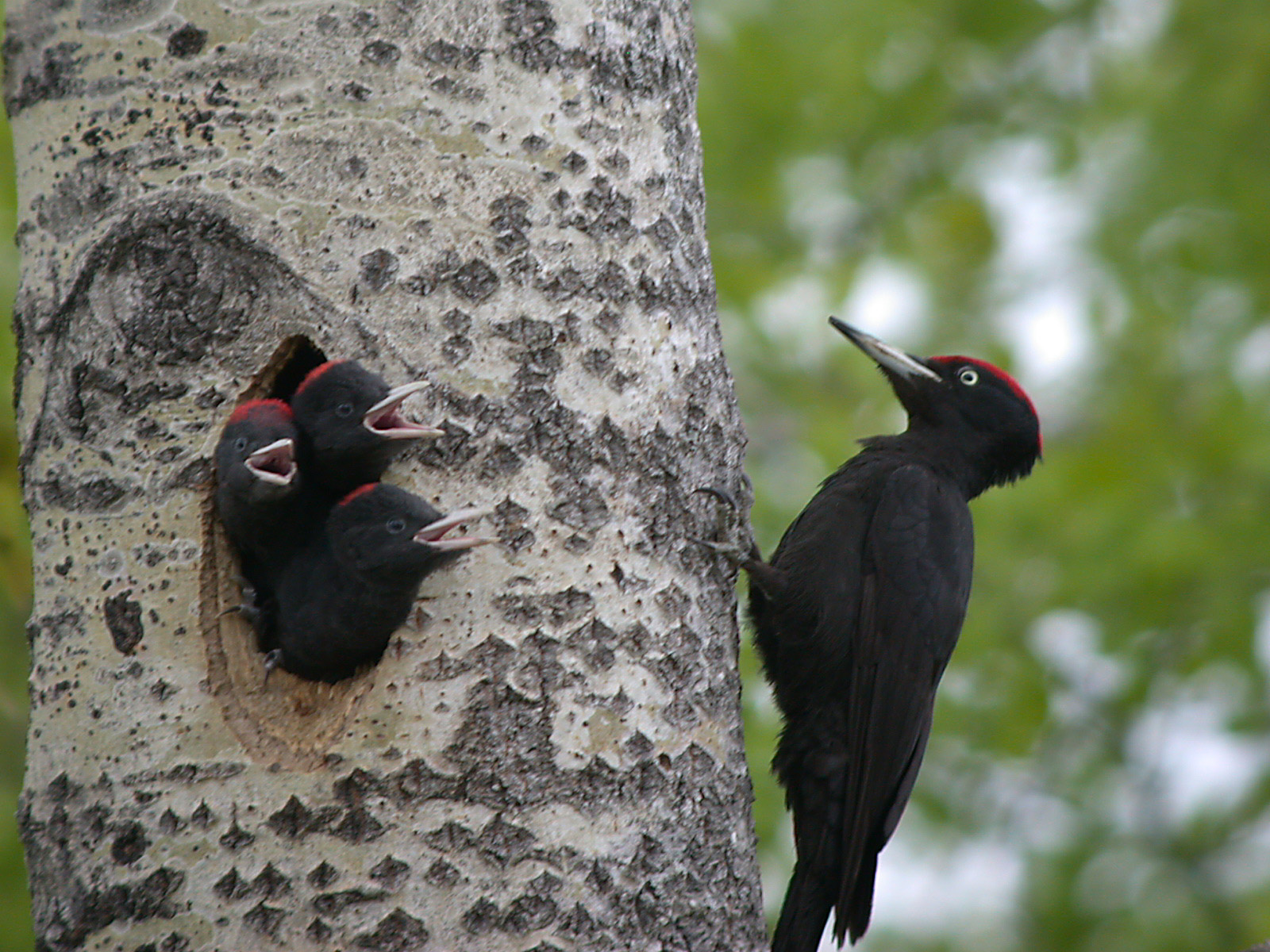
Oiseaux
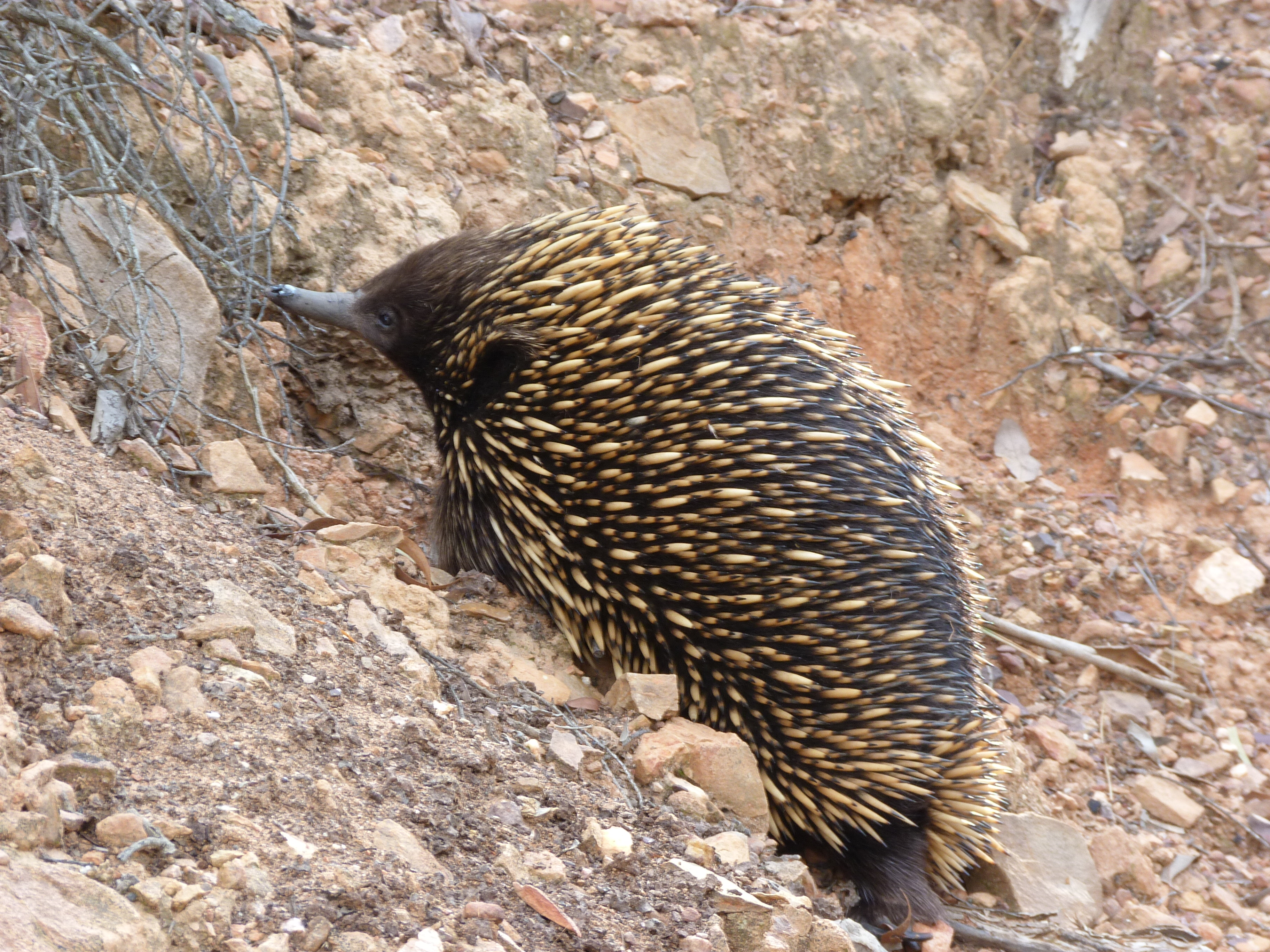
Mammifères monotrèmes
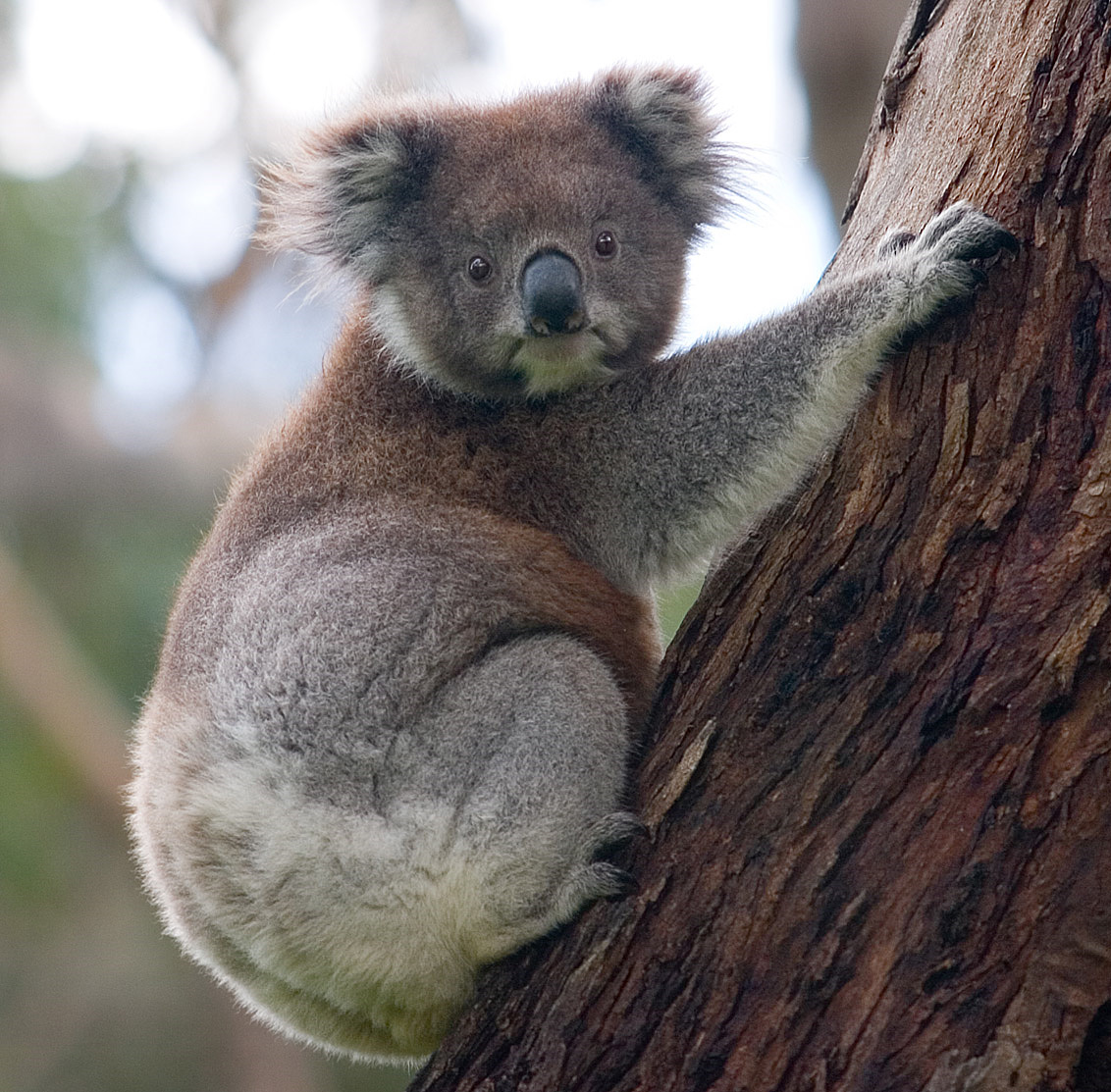
Mammifères marsupiaux
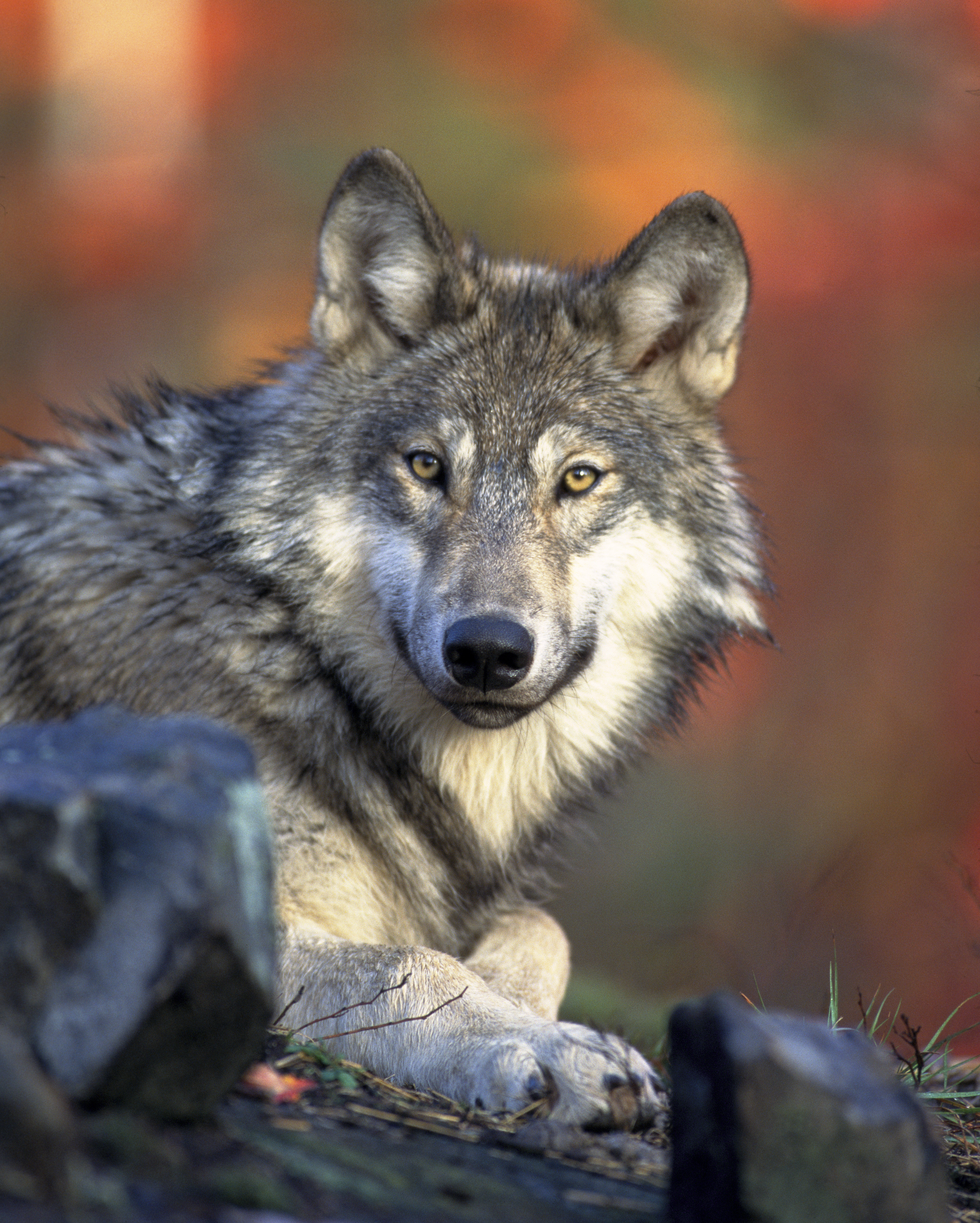
Mammifères placentaires

### Accès par l'arbre phylogénétique détaillé
Les liens de l'arbre phylogénétique (colonne de gauche) mènent aux articles correspondant de la Wikipédia francophone. Ceux de la colonne de droite mènent aux pages de Wikimedia Commons. Dans l'arbre phylogénétique, les groupes éteints n'ont pas été représentés. La classification phylogénétique étant en perpétuelle évolution, certains termes peuvent varier entre Wikimedia Commons et Wikipédia. Une mise à jour permanente est nécessaire...

Le signe (+) renvoie à la classification phylogénétique du groupe considéré.
```
─o 
Eucaryota
 (
+
)
 │
 ├─o 
Bikonta
................................................................................(Plantes et divers Protistes)
 └─o 
Unikonta

   └─o 
Opisthokonta
 (
+
)
     ├─o 
Mycota
 (
+
).........................................................................(Champignons)
     └─o 
Choanobionta

       ├─o 
Choanozoa

       │
       └─o 
Metazoa
 (
+
)......................................................................(Métazoaires : animaux multicellulaires)
         ├─o 
DEMOSPONGIA
 (
+
)................................................................(
ÉPONGES
 siliceuses : spicules de 1 à 4 pointes)
         ├─o 
HEXACTINELLIDA
 (
+
).............................................................(
ÉPONGES
 siliceuses : spicules à 6 pointes)
         ├─o 
CALCAREA
 (
+
)...................................................................(
ÉPONGES
 calcaires)
         │
         └─o 
Eumetazoa

           │
           ├─o 
Ctenophora
 (
+
)...............................................................(
Cténophores
)
           │
           ├─o 
CNIDARIA
 (
+
).................................................................
(
CNIDAIRES
)

           │ ├─o 
Cyclozoa

           │ └─o
           │   ├─o 
Myxozoa
 (
+
)..............................................................(
Myxozoaires
)
           │   ├─o 
Medusozoa
................................................................(Méduses, siphonophores)
           │   │ ├─o
           │   │ │ ├─o 
Cubozoa
..............................................................(
Cubozoaires
)
           │   │ │ ├─o 
Staurozoa

           │   │ │ └─o 
Scyphozoa
............................................................(
Scyphozoaires
)
           │   │ └─o 
Hydrozoa
...............................................................(
Hydrozoaires
)
           │   │   ├─o 
Trachylinae

           │   │   ├─o 
Siphonophora
.........................................................(Siphonophores)
           │   │   ├─o 
Limnomedusae

           │   │   ├─o 
Leptothecatae

           │   │   └─o 
Anthoathecatae

           │   └─o 
Anthozoa
.................................................................(
Anémones de mer, coraux
)
           │     ├─o 
Alcyonaria
 ou 
Octocorallia
.............................................(Corail rouge, gorgones, alcyonaires)
           │     └─o 
Zoantharia
 ou 
Hexacorallia
.............................................(Anémones de mer, coraux)
           │
           ├─? 
Placozoa
.....................................................................(
Placozoaires
)
           │
           └─o 
Bilateria

             ├─o 
Protostomia

             │ ├─o 
Lophotrochozoa

             │ │ │
             │ │ ├─o 
GASTROTRICHA
...........................................................(Gastrotriches)
             │ │ │
             │ │ ├─o 
Syndermata
 ou 
ROTIFERA
 (
+
).............................................
(
ROTIFÈRES
)

             │ │ │ │
             │ │ │ └─o 
Acanthocephala
.......................................................(
Vers à tête épineuse
)
             │ │ │
             │ │ ├─? 
Mesozoa

             │ │ ├─o
             │ │ │ ├─o 
PLATYHELMINTHES
 (
+
)..................................................
(
PLATHELMINTHES
)

             │ │ │ │ ├─o 
Turbellaria
........................................................(Turbellariés)
             │ │ │ │ ├─o 
Cestoda
............................................................(
Cestodes
)
             │ │ │ │ └─o 
Trematoda
..........................................................(
Trématodes
)
             │ │ │ └─o
             │ │ │   ├─p
             │ │ │   │ ├─o 
Cycliophora

             │ │ │   │ └─o 
Entoprocta

             │ │ │   │
             │ │ │   └─o 
ECTOPROCTA
 (
+
).....................................................(Bryozoaires)
             │ │ │     ├─o 
Phylactolaemata
 ou 
Plumatellida

             │ │ │     └─o
             │ │ │       ├─o 
Stenolaemata

             │ │ │       └─o 
Gymnolaemata

             │ │ └─o
             │ │   ├─o 
Nemertea
 (
+
).........................................................(
Némertes
)
             │ │   └─o
             │ │     ├─o 
Sipuncula

             │ │     │
             │ │     ├─o 
ANNELIDA
 (
+
).......................................................
(
ANNÉLIDES
)

             │ │     │ ├─o 
Psammodrilidae

             │ │     │ ├─o
             │ │     │ │ ├─o 
Hrabeiella

             │ │     │ │ └─o 
Parergodrilidae

             │ │     │ ├─o
             │ │     │ │ ├─o 
Potamodrilidae

             │ │     │ │ └─o 
Aeolosomatidae

             │ │     │ └─o 
Polychaeta
.......................................................(
Vers marins, spirographes
)
             │ │     │   └─o 
Oligochaeta
....................................................(
Vers de terre
)
             │ │     │     └─o 
Hirudinoidea
.................................................(Sangsues)
             │ │     │
             │ │     ├─o 
Brachiopoda
 (
+
)....................................................(
Brachiopodes
)
             │ │     │ └─o 
Phoronida

             │ │     │
             │ │     └─o 
MOLLUSCA
 (
+
).......................................................
(
MOLLUSQUES
)

             │ │       ├─o 
Neomeniomorpha

             │ │       └─o
             │ │         ├─o 
Caudofoveata

             │ │         └─o 
Testaria

             │ │           ├─o 
Polyplacophora
...............................................(
Polyplacophores
)
             │ │           └─o 
Conchifera

             │ │             ├─o 
Tryblidiida

             │ │             └─o 
Ganglioneura

             │ │               ├─o 
Bivalvia
 (
+
).............................................(
Bivalves
)
             │ │               └─o 
Helcionelloida

             │ │                 ├─o 
Cephalopoda
 (
+
)........................................(
Poulpes, calmars, seiches
)
             │ │                 └─o 
Gastropoda
 (
+
).........................................(
Escargots, limaces
)
             │ │  
             │ └─o 
Ecdysozoa

             │   ├─o 
Chaetognatha

             │   ├─o 
Nematozoa

             │   │ │
             │   │ ├─o 
NEMATODA
.............................................................
(
NÉMATODES
)

             │   │ │
             │   │ └─o 
Nematomorpha
.........................................................(
Nématomorphes
)
             │   └─o
             │     ├─o 
Scalidophora
.........................................................(Céphalorhynches)
             │     └─o 
Panarthropoda

             │       ├─o 
Onychophora
 (
+
)....................................................(
Onychophores
)
             │       │
             │       ├─o 
TARDIGRADA
 (
+
).....................................................
(
TARDIGRADES
)

             │       │
             │       └─o 
Arthropoda
.........................................................
(
ARTHROPODES
)

             │         ├─o 
Cheliceriforma

             │         │ ├─o 
Pycnogonida
....................................................(
Araignées de mer
)
             │         │ └─o 
Chelicerata

             │         │   ├─o 
Merostomata
..................................................(
Limules
)
             │         │   └─o
             │         │     │
             │         │     └─o 
ARACHNIDA
..................................................
(
ARACHNIDES
)

             │         │       ├─o 
Scorpiones
...............................................(
Scorpions
)
             │         │       ├─o
             │         │       │ ├─o
             │         │       │ │ ├─o 
Solpugida
 ou 
Solifugae
...............................(
Solifuges
)
             │         │       │ │ └─o 
Pseudoscorpiones
.....................................(
Pseudoscorpions
)
             │         │       │ └─o
             │         │       │   ├─o 
Opiliones
............................................(
Opilions
)
             │         │       │   └─o
             │         │       │     ├─o 
Ricinulei

             │         │       │     └─o 
Acari
 (
+
)..........................................(
Acariens
)
             │         │       └─o
             │         │         ├─o 
Palpigradi

             │         │         └─o
             │         │           ├─o 
Uropygi
..............................................(Uropyges)
             │         │           └─o
             │         │             ├─o 
Amblypygi
..........................................(Amblypyges)
             │         │             └─o 
Araneae
 (
+
)........................................(
Araignées
)
             │         │
             │         └─o 
Mandibulata

             │           ├─o 
MYRIAPODA
......................................................
(
MYRIAPODES
)

             │           │ ├─o 
Chilopoda
....................................................(
Chilopodes
)
             │           │ └─o 
Progoneata

             │           │   ├─o 
Diplopoda
..................................................(
Diplopodes
)
             │           │   └─o
             │           │     ├─o 
Pauropoda

             │           │     └─o 
Symphyla

             │           └─o 
PANCRUSTACEA
...................................................
(
CRUSTACÉS
)

             │             ├─o 
Remipedia

             │             ├─o 
Ostracoda
....................................................(Ostracodes)
             │             ├─o 
Cephalocarida
................................................(Céphalocarides)
             │             ├─o 
Maxillopoda
..................................................(
Crustacés maxillopodes
)
             │             │ ├─o 
Mystacocarida

             │             │ └─o
             │             │   ├─o 
Copepoda
.................................................(Copépodes)
             │             │   └─o
             │             │     ├─o 
Branchiura

             │             │     └─o
             │             │       ├─o 
Thecostraca
..........................................(Bernacles)
             │             │       └─o 
Tantulocarida

             │             ├─o 
Branchiopoda

             │             ├─o 
Malacostraca
.................................................(
Crustacés malacostracés
)
             │             │ ├─o 
Phyllocarida

             │             │ └─o 
Eumalacostraca

             │             │   ├─o 
Hoplocarida

             │             │   └─o 
Caridoida

             │             │     ├─o 
Syncarida

             │             │     ├─o 
Eucarida

             │             │     │ ├─o 
Euphausiacea

             │             │     │ └─o
             │             │     │   ├─o 
Amphionidacea

             │             │     │   └─o 
Decapoda
...........................................(
Crabes, crevettes, homards
)
             │             │     │                                                          (inclus les 
Brachyura Ocypodes
)
             │             │     └─o 
Peracarida

             │             │       ├─o 
Thermosbaenacea

             │             │       ├─o 
Lophogastrida

             │             │       ├─o 
Mysida

             │             │       └─o
             │             │         ├─o 
Amphipoda
..........................................(
Amphipodes
)
             │             │         └─o 
Isopoda
............................................(
Cloportes
)
             │             │
             │             └─o 
Hexapoda

             │               ├─o 
             │               │ ├─o 
Protura
..................................................(
Protoures
)
             │               │ ├─o 
Collembola
 (
+
)...........................................(
Collemboles
)
             │               │ └─o 
Diplura

             │               └─o 
INSECTA
....................................................
(
INSECTES
)

             │                 ├─o 
Archaeognatha

             │                 └─o 
Dicondylia

             │                   ├─o 
Thysanura
..............................................(Thysanoures)
             │                   └─o 
Pterygota

             │                     ├─o 
Palaeoptera

             │                     │ └─o 
Eupalaeoptera

             │                     │   ├─o 
Panephemeroptera

             │                     │   │ └─o 
Ephemeroptera
..................................(
Éphémères
)
             │                     │   └─o 
Odonatoptera

             │                     │     └─o 
ODONATA
........................................(
Libellules
)
             │                     └─o 
Neoptera

             │                       ├─o 
Polyneoptera

             │                       │ ├─o
             │                       │ │ ├─o
             │                       │ │ │ ├─o 
Embioptera

             │                       │ │ │ └─o 
Plecoptera
...................................(Plécoptères)
             │                       │ │ └─o
             │                       │ │   ├─o 
ORTHOPTERA
...................................(
Sauterelles, criquets, grillons
)
             │                       │ │   └─o 
Phasmida
.....................................(
Phasmes
)
             │                       │ └─o
             │                       │   ├─o 
Grylloblattodea

             │                       │   ├─? 
Zoraptera

             │                       │   ├─o 
DERMAPTERA
.....................................(
Perce-oreilles
)
             │                       │   └─o 
Dictyoptera

             │                       │     ├─o 
ISOPTERA
.....................................(
Termites
)
             │                       │     └─o
             │                       │       ├─o 
BLATTARIA
..................................(Blattes)
             │                       │       └─o 
Mantodea
...................................(
Mantes
)
             │                       └─o 
Eumetabola

             │                         ├─o 
Paraneoptera

             │                         │ ├─o 
HEMIPTERA
......................................(
Punaises
)
             │                         │ └─o
             │                         │   ├─o 
Thysanoptera

             │                         │   └─o
             │                         │     ├─o 
Psocoptera
.................................(Psocoptères)
             │                         │     └─o 
Phthiraptera

             │                         └─o 
Endopterygota

             │                           └─o 
Holometabola

             │                             ├─o
             │                             │ ├─o
             │                             │ │ ├─o 
Strepsiptera

             │                             │ │ └─o 
COLEOPTERA
...............................(
Scarabées, coccinelles, staphilins
)
             │                             │ └─o
             │                             │   ├─o 
Neuroptera
...............................(
Neuroptères
)
             │                             │   └─o
             │                             │     ├─o 
Rhaphidioptera

             │                             │     └─o 
Megaloptera

             │                             └─o
             │                               ├─o 
HYMENOPTERA
................................(
Fourmis, abeilles, guêpes
)
             │                               └─o 
Mecopterodea

             │                                 ├─o
             │                                 │ ├─o 
Mecoptera
..............................(
Mécoptères
)
             │                                 │ └─o
             │                                 │   ├─o 
Siphonaptera

             │                                 │   └─o 
DIPTERA
..............................(
Mouches
)
             │                                 └─o
             │                                   ├─o 
Trichoptera
............................(Trichoptères)
             │                                   └─o 
LEPIDOPTERA
............................(
Papillons
)
             │
             └─o 
Deuterostomia

               │
               ├─o
               │ ├─o 
Hemichordata
 (
+
).......................................................(
Hemichordés
)
               │ │
               │ └─o 
ECHINODERMATA
 (
+
)......................................................
(
ÉCHINODERMES
)

               │   │
               │   ├─o 
Pelmatozoa

               │   │ └─o 
Crinozoa

               │   │   └─o 
Crinoidea
........................................................(
Crinoïdes
)
               │   └─o 
Eleutherozoa

               │     ├─o 
Holothuroidea
......................................................(
Holothuries
)
               │     └─o
               │       ├─o  
Echinozoa

               │       │ └─o 
Echinoidea
.....................................................(
Oursins
)
               │       └─o 
Asterozoa

               │         ├─o 
Ophiuroidea
....................................................(
Ophiures
)
               │         └─o 
Asteroidea
.....................................................(
Étoiles de mer
)
               │
               └─o 
Chordata

                 │
                 ├─o 
UROCHORDATA
 ou 
Tunicata
 (
+
)............................................(Urochordés ou tuniciers)
                 │ ├─o 
Appendicularia
.......................................................(Appendiculaires)
                 │ └─o
                 │   ├─o 
Thaliacea
..........................................................(Thaliacés)
                 │   └─o 
Ascidiacea
.........................................................(
Ascidies
)
                 │
                 ├─o 
Cephalochordata
........................................................(
Amphioxus
)
                 └─o 
Craniata

                   ├─o 
Myxinoidea
...........................................................(
Myxines
)
                   └─o 
Vertebrata
...........................................................
(VERTÉBRÉS)

                     ├─o 
Petromyzontidae
....................................................(Lamproies)
                     │
                     └─o 
Gnathostomata
 (
+
)
                       │
                       ├─o 
CHONDRICHTHYES
 (
+
)...............................................(
POISSONS CARTILAGINEUX
 : requins & raies
)
                       │
                       └─o 
OSTEICHTHYES
.....................................................
(
POISSONS OSSEUX
)

                         ├─o 
Actinopterygii
 (
+
).............................................(
Poissons osseux actinopterygiens
)
                         └─o 
Sarcopterygii
..................................................(
Poissons osseux sarcopterygiens
)
                           ├─o 
Actinistii
...................................................(Cœlacanthe)
                           └─o 
Rhipidistia

                             ├─o 
Dipnoi
 (
+
).................................................(
Dipneustes
)
                             │
                             └─o 
Tetrapoda

                               │
                               ├─o 
AMPHIBIA
 (
+
).............................................
(
AMPHIBIENS
)

                               │ ├─o 
Gymnophiona
............................................(
Apodes : Céciliens
)
                               │ └─o 
Batrachia
..............................................(
Batraciens
)
                               │
                               └─o 
Amniota
 (
+
)
                                 ├─o 
Sauropsida
.............................................
(
REPTILES
 & 
OISEAUX
)

                                 │ │
                                 │ ├─o 
CHELONIA
 (
+
).........................................(
Tortues
)
                                 │ │
                                 │ └─o 
Diapsidia

                                 │   │
                                 │   ├─o 
LEPIDOSAURIA
 (
+
)
                                 │   │ ├─o 
Sphenodontia

                                 │   │ └─o 
Squamata
.........................................(
Reptiles squamates
)
                                 │   │   ├─o 
Amphisbaenia
...................................(
Amphisbènes
)
                                 │   │   └─o 
Sauria
.........................................(
Reptiles sauriens
)
                                 │   │     ├─o 
Gekkota
......................................(
Geckos
)
                                 │   │     ├─o 
Iguania
......................................(
Iguanes et caméléons
)
                                 │   │     └─o 
Autarchoglossa
...............................(Lézards)
                                 │   │       └─o 
Serpentes
..................................(
Serpents
)
                                 │   │
                                 │   └─o 
Archosauria

                                 │     ├─o 
Crocodilia
.......................................(
Crocodiles
)
                                 │     └─o 
AVES
 (
+
).........................................(
Oiseaux
)
                                 │
                                 └─o 
MAMMALIA
 (
+
)...........................................
(
MAMMIFÈRES
)

                                   ├─o 
Prototheria
..........................................(
Mammifères monotrèmes
)
                                   └─o 
Theria

                                     ├─o 
Metatheria
.........................................(
Mammifères marsupiaux
)
                                     └─o 
Eutheria
...........................................(
Mammifères placentaires
)
```

### Un groupe particulier: leplancton

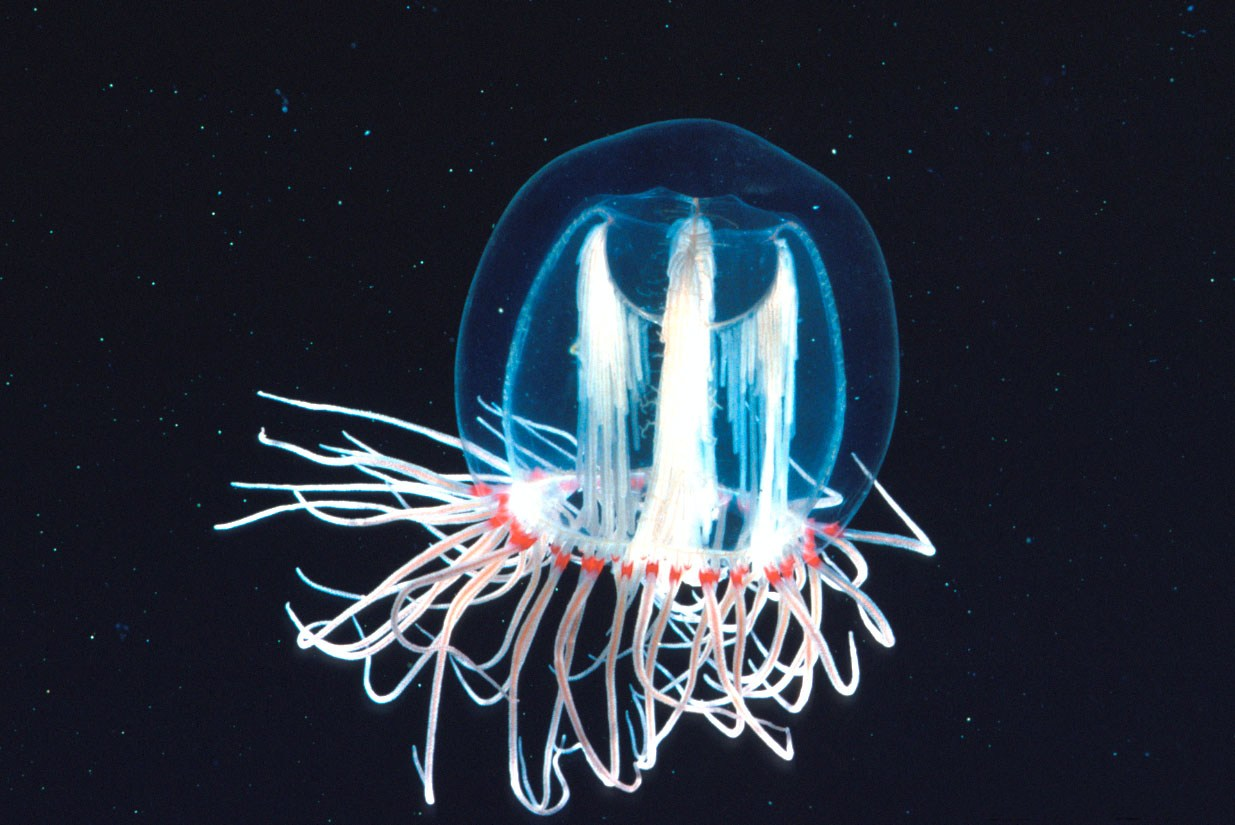
Plancton marin

Le plancton marin a ceci de particulier qu'il ne s'agit pas d'un groupe taxinomique ou phylogénétique, mais représente un regroupement écologique d'organismes très disparates appartenant à de nombreux groupes (animaux, ou zooplancton, végétaux, ou phytoplancton, bactéries,...) seulement définis par leur vie en milieu aquatique, leur incapacité à nager horizontalement contre les courants (ils se laissent ballotter au gré de ceux-ci mais peuvent cependant effectuer des déplacements verticaux) et leur position à la base de chaînes alimentaires. Le plancton est à opposer au necton et au pleiston. 

### Lesespèces disparues
Un nombre considérable d'espèces animales ont disparu de par le passé. L'arbre phylogénétique ci-dessus n'est, en fait, que la partie émergée de l'iceberg représentant les multiples formes de vie et espèces qui se sont succédé au cours de l'histoire de l'évolution. Certaines, très anciennes, ne nous sont connues qu'au travers de fossiles. Leur étude est l'objet de la paléontologie. 

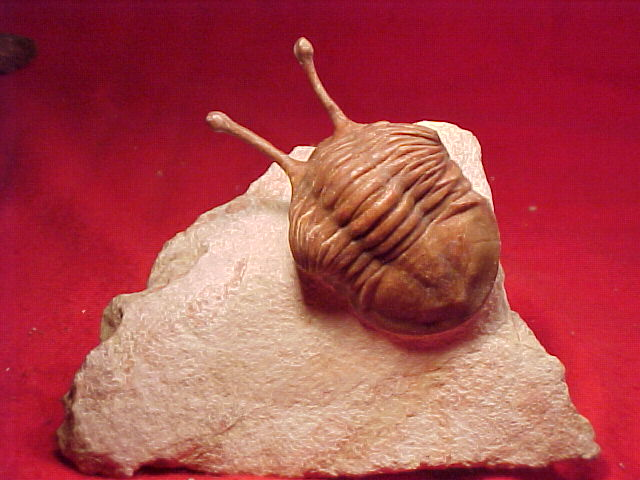
Fossiles
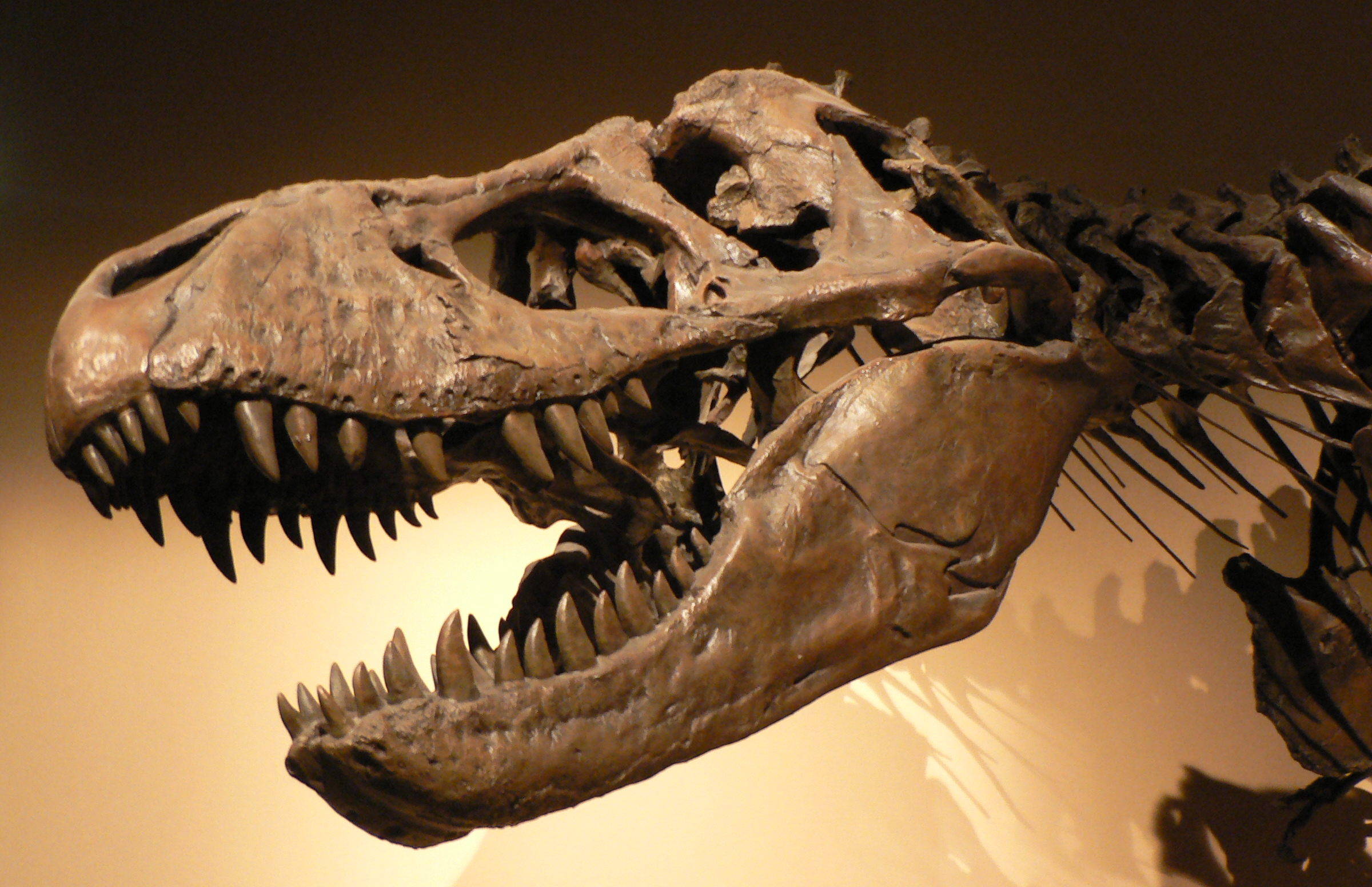
Dinosaures

### Autre projet Wikimedia
- Wikispecies (arbre du vivant)

### Sites internet d'images libres de droit
- Wikimedia Commons - Animalia
- Les plus belles photos animalières de Wiki Commons
- US National Oceanic & Atmospheric Administration - Ocean Explorer
- U.S. Fish and Wildlife Service
- Biologia Centrali-Americana (Smithsonian Institute)